# Ukrajna
Ukrajna (ukránul: Україна, IPA: [ukrɑˈjinɑ]ⓘ) kelet-európai állam. Keletről és északkeletről Oroszország, északnyugatról Fehéroroszország, nyugatról Lengyelország, Szlovákia és Magyarország, délnyugatról Románia és Moldova, délről pedig a Fekete-tenger és az Azovi-tenger határolja. Fővárosa és legnépesebb városa Kijev.
Oroszország után Európa második legnagyobb területű állama. 1991-ig a Szovjetunió tagállama volt. A Szovjetunió felbomlása után visszanyerte szuverenitását, majd lemondott a területén tartott szovjet nukleáris fegyverekről, cserébe Oroszország, az Egyesült Államok és Nagy-Britannia az 1994-es ún. budapesti memorandumban garantálta az ország függetlenségét és területi integritását.
Európa egyik legszegényebb országa, amely nagyon magas szegénységi rátával és súlyos korrupcióval küzd, azonban hatalmas termékeny mezőgazdasági területeinek köszönhetően a világ egyik legnagyobb gabonaexportőre.
2014-ben egy nemzetközileg el nem ismert regionális népszavazás után Oroszország annektálta a Krímet, majd az évekig tartó, lokális jellegű kelet-ukrajnai háborút eszkalálva 2022. február 24-én háborút indított Ukrajna ellen. Ukrajna 2022-től az Európai Unió tagjelöltje, 2022 őszén pedig hivatalosan is beadta a NATO-hoz csatlakozási kérelmét.

## Földrajz

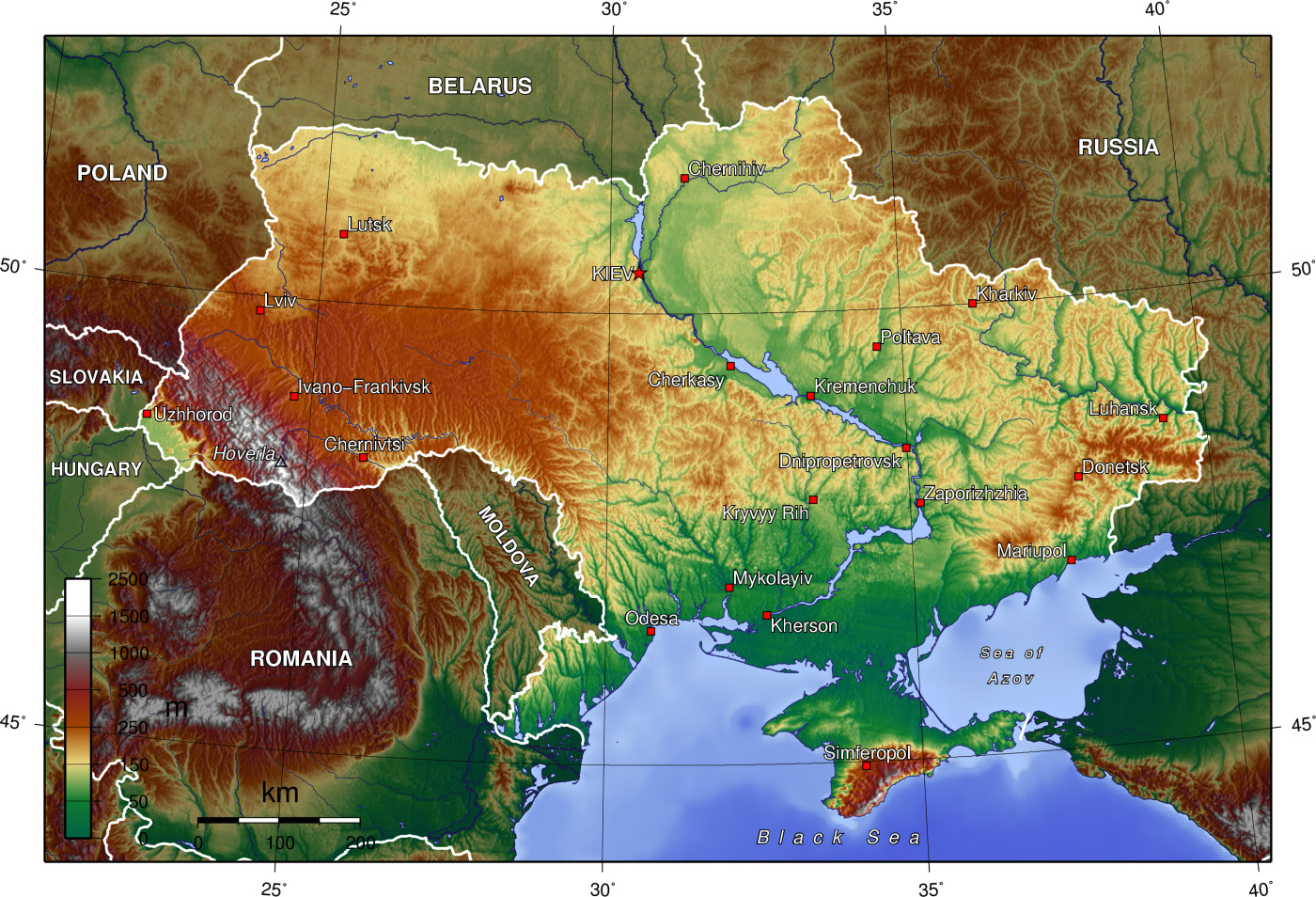
Ukrajna domborzati térképe

Az ország legnagyobb részén a Kelet-európai-síkvidék terül el, ezt délről a Kárpátok vonulatai övezi az Alföld peremvidékeivel. A Dnyeszter völgyétől északra továbbá hátsági területek (Podóliai-, Volhíniai- és Dnyeper-hátság) vannak. Donecktől délre emelkedik az Azovi-hátság, amelytől délre egészen az Azovi-tengerig a Donyec-medence terül el. A Fekete-tenger nagy félszigete, a Krím déli részén a Krími-hegységgel. Az Ukrajna nyugati részén húzódó Kárpátokban található az ország legmagasabb pontja, a Hoverla (2061 m).
Ukrajna éghajlata mérsékelt-szárazföldi, de a Krím déli részén szubtrópusi hatás érvényesül.
Legjelentősebb folyók: Dnyeper, Dnyeszter, Donyec.
Legnagyobb tavak: Kremencsuki-víztározó, Kahovkai-víztározó, Kijevi-víztározó, Kamjanszkei-víztározó, Jalpuh tó.

### Élővilág
Az ország növényvilága változatos, 25 ezer vadon növő és több mint 400 kultúrnövény fajjal. A természetes növényzet csaknem 19 millió hektáron maradt meg. A főbb élőhelytípusok az erdők, erdős sztyeppek, sztyeppek, rétek és mocsarak. A folyókban, a tavakban és a tengerekben vízi növények élnek.
A legősibb növénykövületek a krétai időszakból maradt fenn a Krími-hegységben és a Donyeci-hátságon ezek a területek akkortájt szigetekként emelkedtek ki a területet borító tengerből. A paleogén és a neogén időszakban a mai Ukrajna már szárazföld volt, amin szubtrópusi és trópusi növénytársulások telepedtek meg. Ezek hírnökei egyes maradvány növények: törpe kecskerágó, sárga rododendron, kardfű, bogyós tiszafa stb.
A pleisztocén eljegesedés ezeket a társulásokat eltüntette. A jég elolvadása után az északi területeken tundra és erdők borították be. Nyugat felől idetelepedtek a lomblevelű és elegyes erdők – délen, ahol kevesebb volt a csapadék, sztyepp alakult ki. A növényzet jelenlegi képét a holocénben érte el.
Az ország teljes területe az északi flórabirodalom (Holarktisz) része:
- északnyugati fele (Kijev környékét is beleértve) a kontinentális-pusztai flóraterülethez;
- délkeleti fele (Harkiv környékét is beleértve) a pontuszi flóraterülethez;
- a Krím déli, keskeny partszegélye a szubmediterrán flóraterülethez tartozik.

Jelenleg a Krím növényzete a legváltozatosabb – ez a terület a paleogénig szoros kapcsolatban állt a Földközi-tenger vidékével, és az eljegesedés idején is a melegkedvelő növényzet menedéke maradt.
Az ember gazdasági tevékenysége csökkentette az erdővel borított területeket, megváltoztatta az erdők fajösszetételét. A természetes sztyeppnövényzet majdnem teljesen eltűnt.
| Fehéroroszország Oroszország Lengyelország Szlovákia Magyaro. Dny. Közt. Mold. Románia Szerbia KIJEV Csernyihiv Csernobil Luck Zsitomir Harkiv Lviv Ungvár Luhanszk Csernyivci Dnyipro Kropivnickij Doneck Krivij Rih Zaporizzsja Mariupol Bergyanszk Mikolajiv Odessza Csornomorszk Renyi Kercs Izmajil Szimferopol Szevasztopol Jalta Dnyeszter Dnyeper Fekete-tenger Azovi-tenger Krím Hoverla |
| térkép szerkesztése |

### Nemzeti parkok

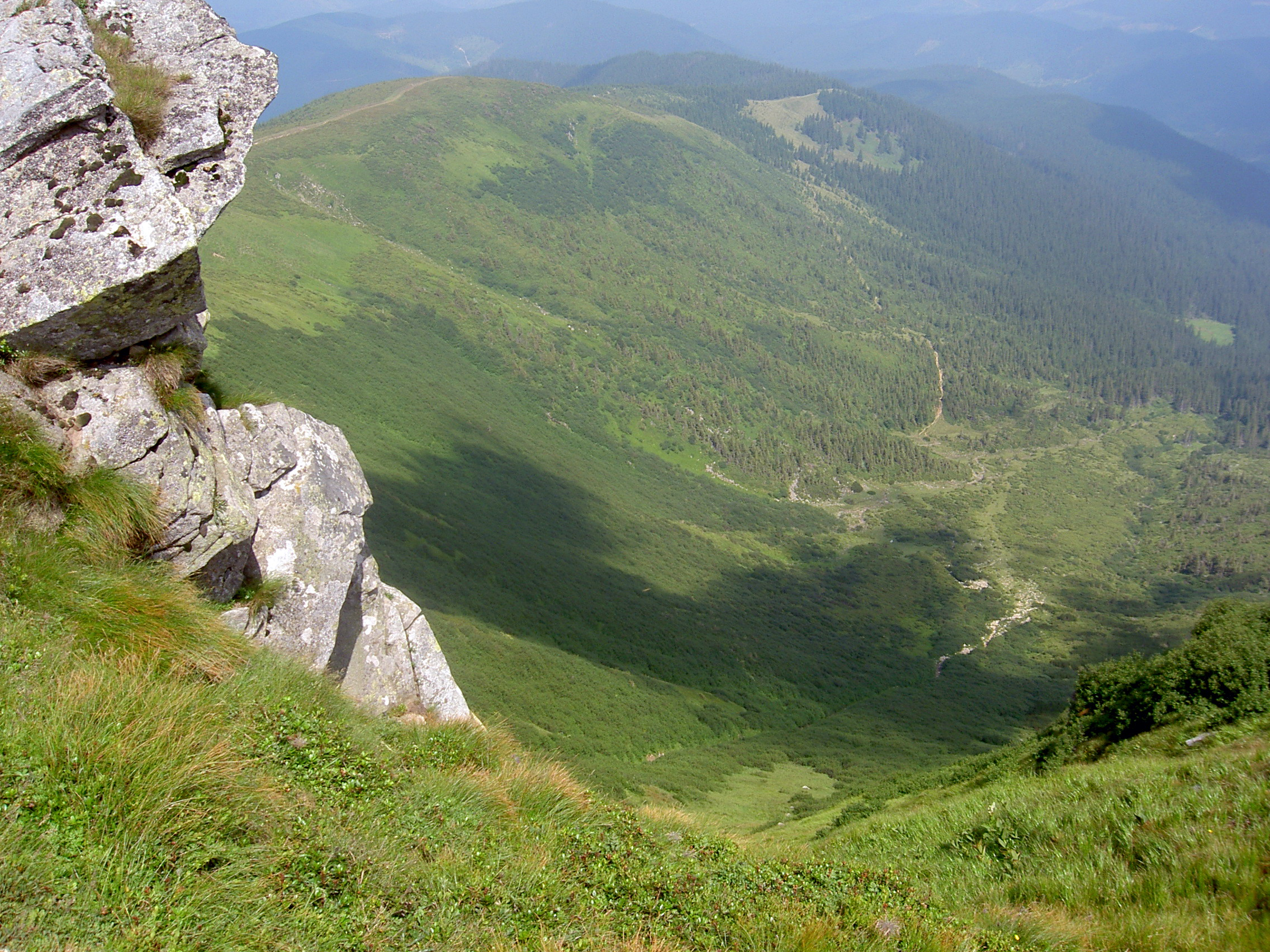
A Kárpátok egy része a Hoverla-csúcs közelében

Lásd még: Ukrajna védett természeti területei
Ukrajna nemzeti parkjai a következőképpen csoportosíthatók:
- Vegyes erdők
  - Sacki Nemzeti Park (Національний природний парк «Шацький»): fenyvesekkel övezett tóvidék, veszélyeztetett állat és növényfajokkal. Bioszféra-rezervátum.
  - Desznyanszko-Sztarohutszkij Nemzeti Park (Національний природний парк «Деснянсько-Старогутський»): közös orosz–ukrán bioszféra-rezervátum.
- Erdős sztyepp
  - Javorivi Nemzeti Park (Національний природний парк «Яворівський»): kolostorok tölgyerdőben.
  - Tovtri Nemzeti Park Podóliában (Національний природний парк «Подільські Товтри»): Különleges geológiai alakzatok. Ásványvíz-forrás körül kulturális, történelmi emlékek.
- Kárpátok
  - Kárpáti Nemzeti Park (Національний природний парк «Карпатський»)
  - Szineviri Nemzeti Park (Hаціональний природний парк «Синевир»)

### Természeti világörökség
Ukrajnában egy területet nyilvánított természeti világörökséggé az UNESCO, az is Szlovákiával közös: a Kárpátok ősbükköseit.

## Történelem

### Ukrajna területe az ókorban
A mai Ukrajna területén az ókorban szkíták éltek. Az i. e. 7. században érkeztek meg a Krímbe a görög gyarmatosítók. A görögök által alapított nagyobb városok: a dór Kherszonészosz (a mai Szevasztopol és Jalta közötti tengerparton), illetve az ión Pantikapaion (a mai Kercs környékén) voltak. Az első időkben jellemző komolyabb kereskedelmi kapcsolatok az anyaország és a gyarmatok között hamarosan lazulni kezdtek. A Nagy Sándori időkben már mint független Boszporoszi Királyság létezett, később Pontosztól, majd Rómától függő terület. A gótok 236-os, majd a hunok kb. 375-ös betörése pár tengerparti kikötővároson kívül szinte mindent elpusztított. Az ókorban a Krím és környéke nagy mennyiségű gabonát, mézet és kendert exportált a fejlett államok felé, cserébe főként iparcikkeket és textíliákat kapott. Ukrajna északi részén feltételezhetően már az 1. században megjelentek a szláv néptörzsek, őket a 3–4. században germán törzsek, köztük a nyugati gótok követték.

### Korai középkor

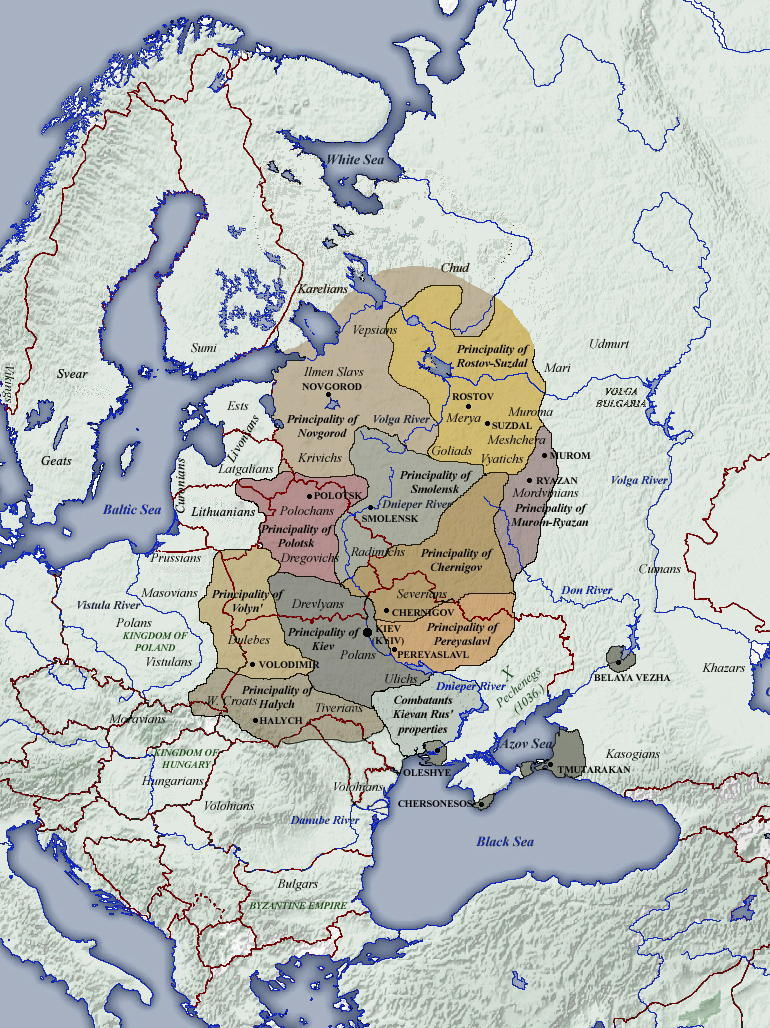
A Kijevi Rusz részfejedelemségei 1054–1132 között (egyes történészek alapján)

Az 5. századtól kezdve a Krím lakossága felvette a keresztény vallást, amint Bizánc megszerezte a területet. A 7. század körül kialakuló, a mai Ukrajna keleti felét is magában foglaló Kazár Kaganátusban a zsidó vallás államvallássá lett, ezért itt jelentős zsidó telepek jöttek létre.
Ukrajna területére feltehetően a 7. század körül érkeztek a magyarok. Etelköz és Levédia is a különböző tudományos elképzelések szerint Dél-Ukrajna területén található, ám pontos helyükről a történészek vitatkoznak. A magyarokat 893 körül a besenyők követték. A 9. században varég törzsek vonultak végig északról a Dnyeper folyó mentén új kereskedelmi telepeket alapítva. 860-ban így jött létre Kijev, amely később a keleti szlávok központi városává vált. A 10. századtól kezdve egyre erősödött a szlávok hatalma. Egy 943-ban indított kalandozás során a Kubányi-síkság kazár területeit sikerült meghódítani, és végül 965-ben a sarkeli csatában megdöntötték a Kazár Kaganátust.

### A kijevi szláv állam

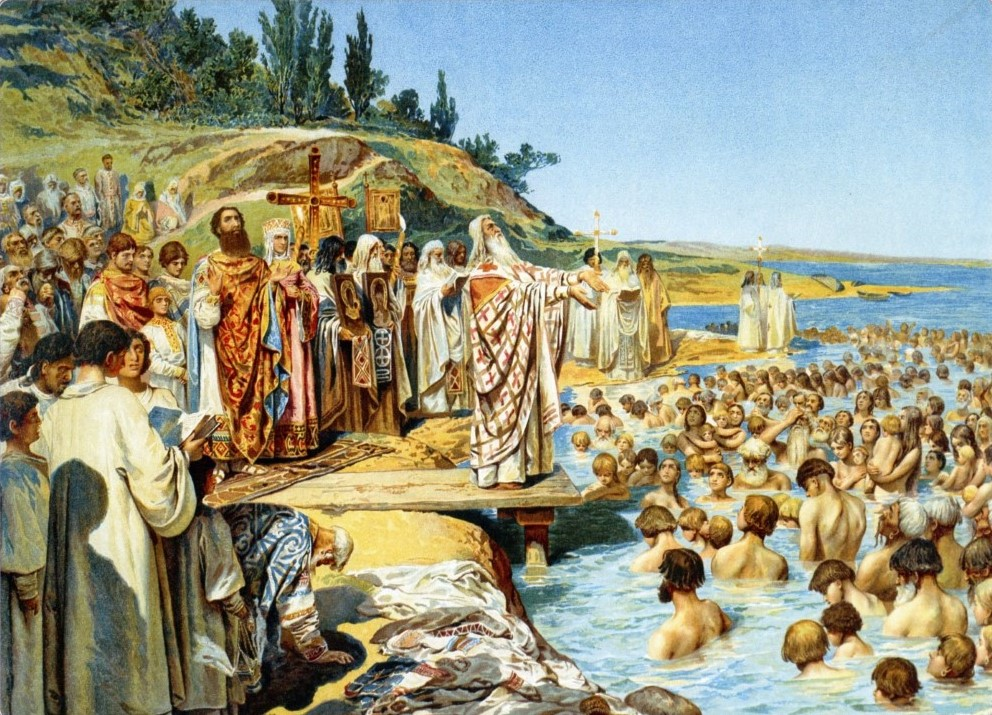
Klavgyij Lebegyev (1852–1916) festménye: A kijeviek megkeresztelése

1019-ben Novgorod és Kijev egyesülésével létrejött a Kijevi Nagyfejedelemség, amely a Kárpátoktól egészen a Ladoga-tó partjáig terült el. Bölcs Jaroszláv nagyfejedelem felvette a kereszténységet. Egyéb keresztény jellegű építkezések mellett, ő alapította a Kijev melletti Pecserszka lavra barlangkolostort is. Politikájával Róma helyett a görögkeleti Bizánc felé fordult. 1054-es halálával a birodalom fénykorának is vége szakadt, és 1125-ben az állam kis fejedelemségekre (Novgorod, Szuzdal, Lodoméria, Halics, Vlagyimir) esett szét. A legsúlyosabb csapást 1238 és 1240 között a Batu kán által vezetett mongol seregek mérték a keleti szlávokra: a későbbi ukrán területek – köztük Kijev is – az Arany Horda fennhatósága alá kerültek.
A 14. században több szomszédos állam is terjeszkedni kezdett Ukrajna felé, északnyugatról a Litván Nagyfejedelemség, délnyugatról a Lengyel Királyság, északkeletről pedig a Moszkvai Nagyfejedelemség. A század közepére Halics Lengyelországhoz, Ukrajna északi vidéke Litvániához, a kijevi patriarchátus pedig Moszkvához került (1326). A mongol befolyás alatt lévő Krímben található genovai birtokról, Kaffából indult 1346-ban az egész Európán átgázoló pestisjárvány, amely sok halálos áldozatot követelt magának Ukrajnában is.

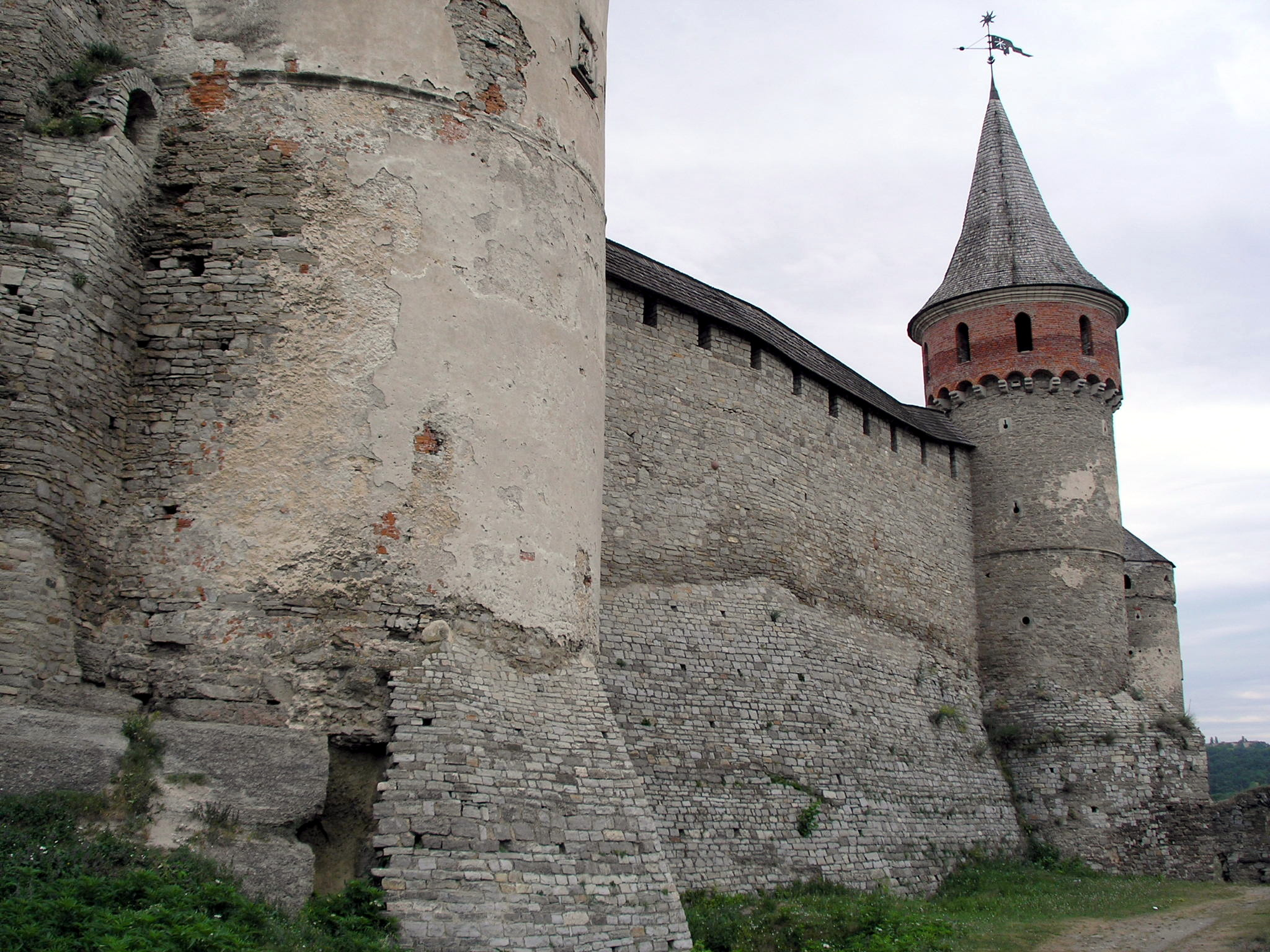
Kamjanec-Pogyilszkij középkori vára

1386-ban létrejött a Jagellók által vezetett lengyel-litván perszonálunió, amely a lengyel dominancia miatt sokszor csak mint Lengyel Királyság szerepel, és amely a 15. századtól mind délről, mind keletről egyre nagyobb fenyegetettségnek volt kitéve. A terjeszkedő Moszkvai Nagyfejedelemség a század végére elfoglalta a mai Északkelet-Ukrajnát, délen a gyengülő Mongol Birodalom három részre szakadt (Kazanyi, Asztrahányi és Krími Tatár Kánság). A Krími Tatár Kánság 1475-ben az Oszmán Birodalom hűbérese lett.

### Lengyel, orosz és Habsburg uralom alatt

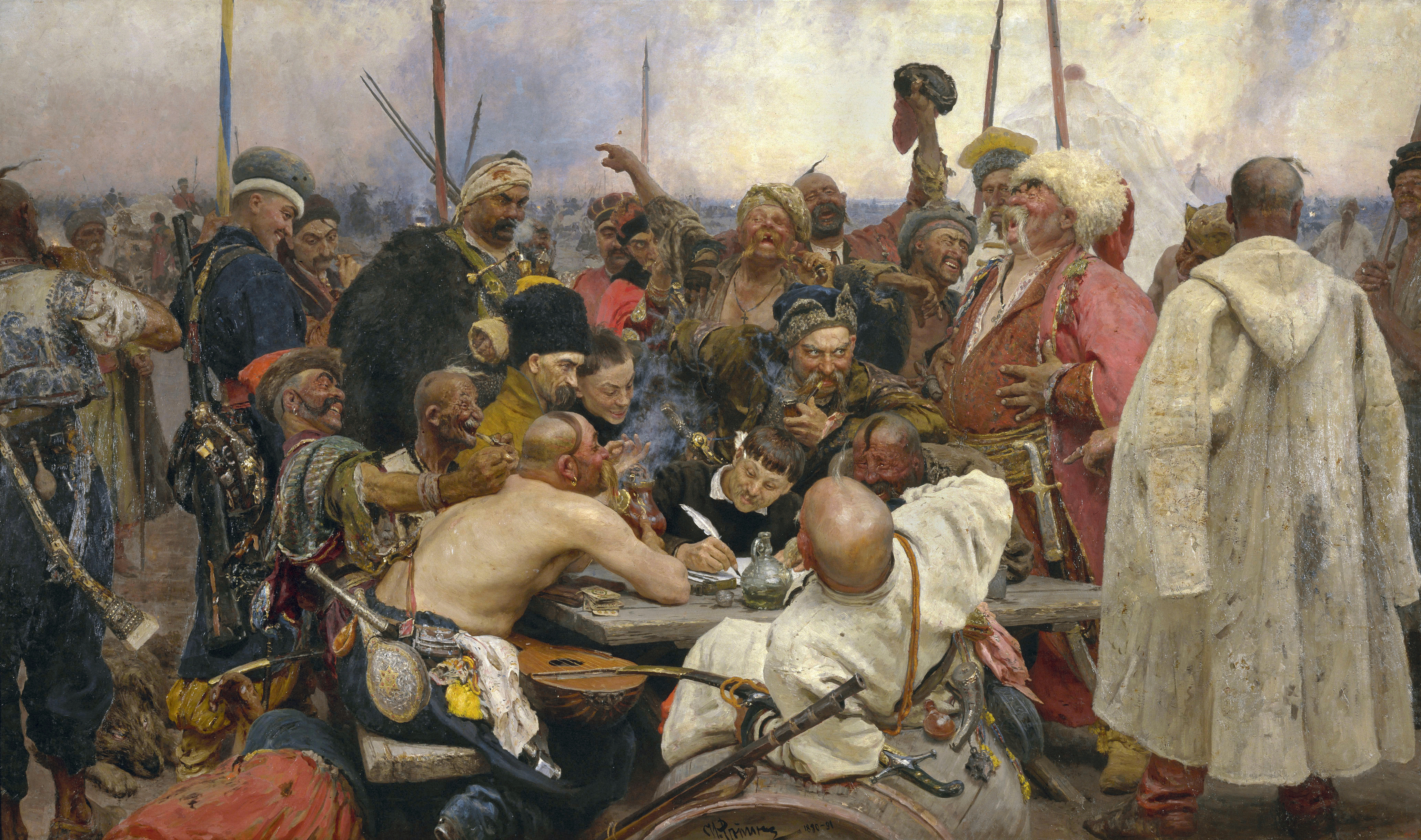
Ilja Jefimovics Repin: A zaporozsjei kozákok levele IV. Mohamednek

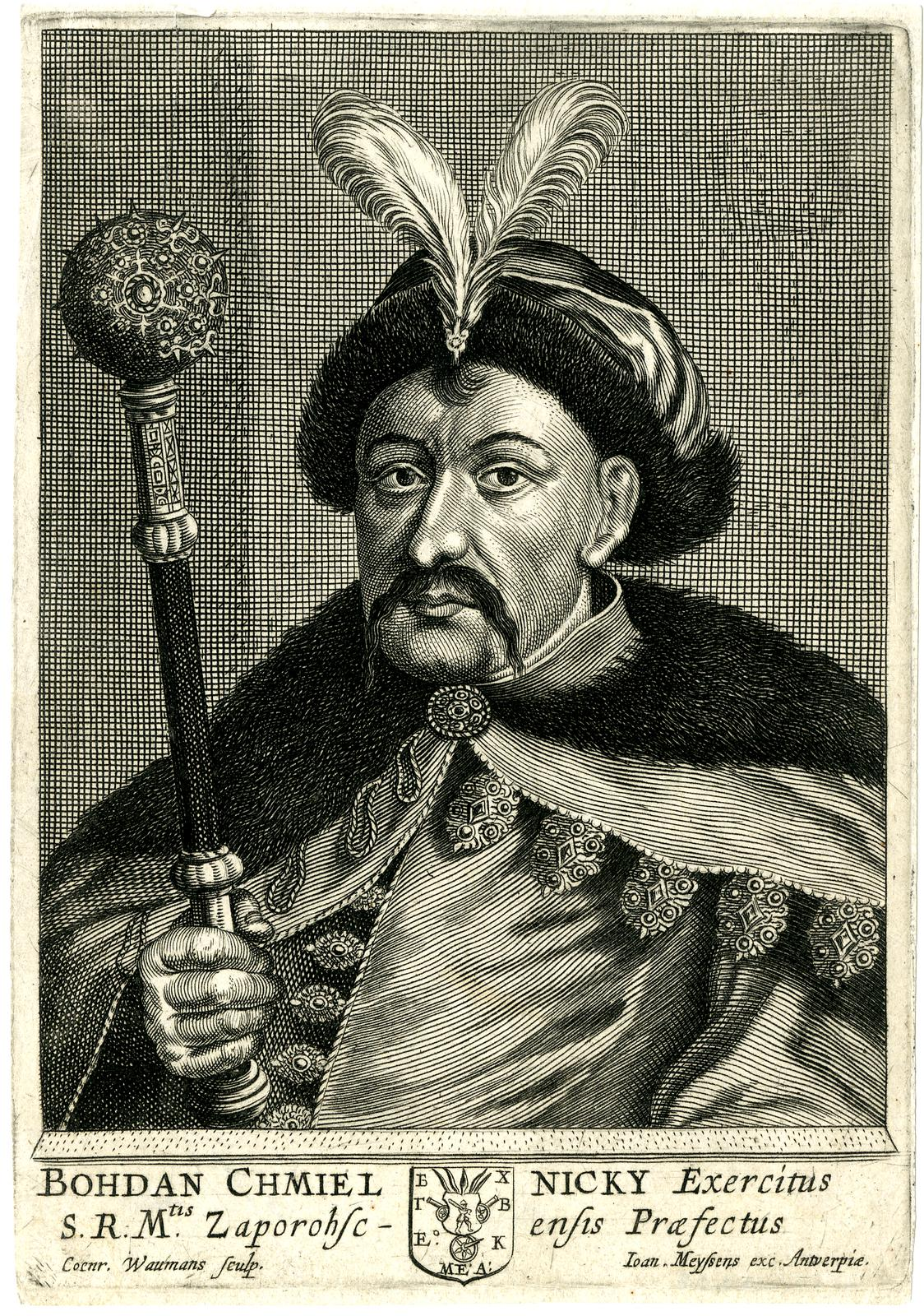
Bohdan Hmelnickij zaporozsjei hetman 1648 és 1657 között

A 16. században a törökök elfoglalták Lengyelország déli vidékeit is, ahol autonómia elérése céljából megindult az önálló kozák (ukrán) állam szervezése. A Bohdan Hmelnickij vezetésével 1648-ban fellázadt kozákok 1654-ben hűségesküt tettek Alekszej orosz cárnak. 1667-ben Oroszország és Lengyelország között felosztották Ukrajnát. 1707-ben kitört a Bulavin-felkelés, a függetlenségért küzdő zaporizzsjai kozákok lázadása, amelyet 1709-ben XII. Károly svéd király támogatása ellenére Poltavánál I. Nagy Péter levert. 1772-ben, Lengyelország első felosztásakor Galícia a Habsburg Birodalomhoz, 1795-ben a harmadik felosztáskor pedig Ukrajna többi része Oroszországhoz került. 1775-ben az orosz kormány felszámolta az ukrán kozákokat, és minden levéltári dokumentumát, amely Ukrajna 16. és 17. századi történelmének bizonyítéka, sokáig a Szent Erzsébet erődben őrizték (egészen a kiürítésig Kijevbe 1918-ban). A 19. század során az ukrán területek a cári Oroszország legiparosodottabb, legfejlettebb vidékévé fejlődtek. Az antiszemitizmus Ukrajnában is felütötte a fejét, a zsidó lakosság pogromok (fosztogatások, kiközösítések) áldozatává vált.

### 20. század

Tüntetés Kijevben 1917-ben

A 20. században mint minden iparosodott vidéken, Ukrajnában is megindulnak kisebb-nagyobb tüntetések, sztrájkok, amelyek közül az 1905-ös odesszai a szovjet történelemszemléletben nagy hangsúlyt kapott.
1917 végén megalakult egy független Ukrán Köztársaság, amelyet 1920-ra a Vörös Hadsereg elfoglalt, 1922-től pedig Ukrán Szovjet Szocialista Köztársaság néven a Szovjetunió egyik tagállama lett. A mai Ukrajna nyugati vidékei az újonnan létrejött Lengyelország részévé váltak. A Magyarországtól elcsatolt Kárpátalja ugyanakkor Csehszlovákiához került.

#### A Szovjetunión belül

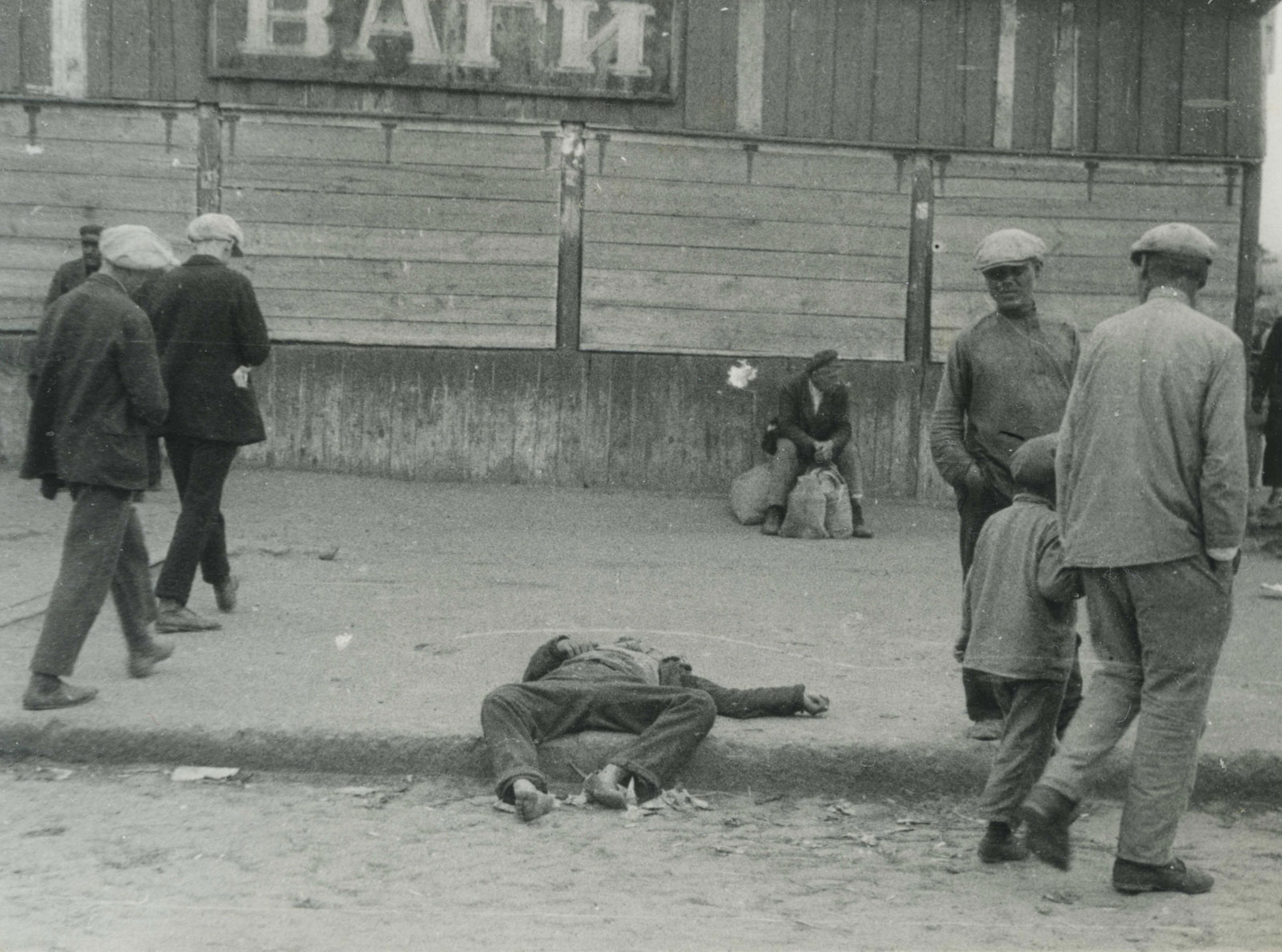
Egy kiéhezett ember fekszik Harkov utcáján, 1933-ban. A termények kollektivizálása és a szovjet hatóságok általi elkobzása hatalmas éhínséghez vezetett Szovjet-Ukrajnában, amelyet holodomor néven ismernek

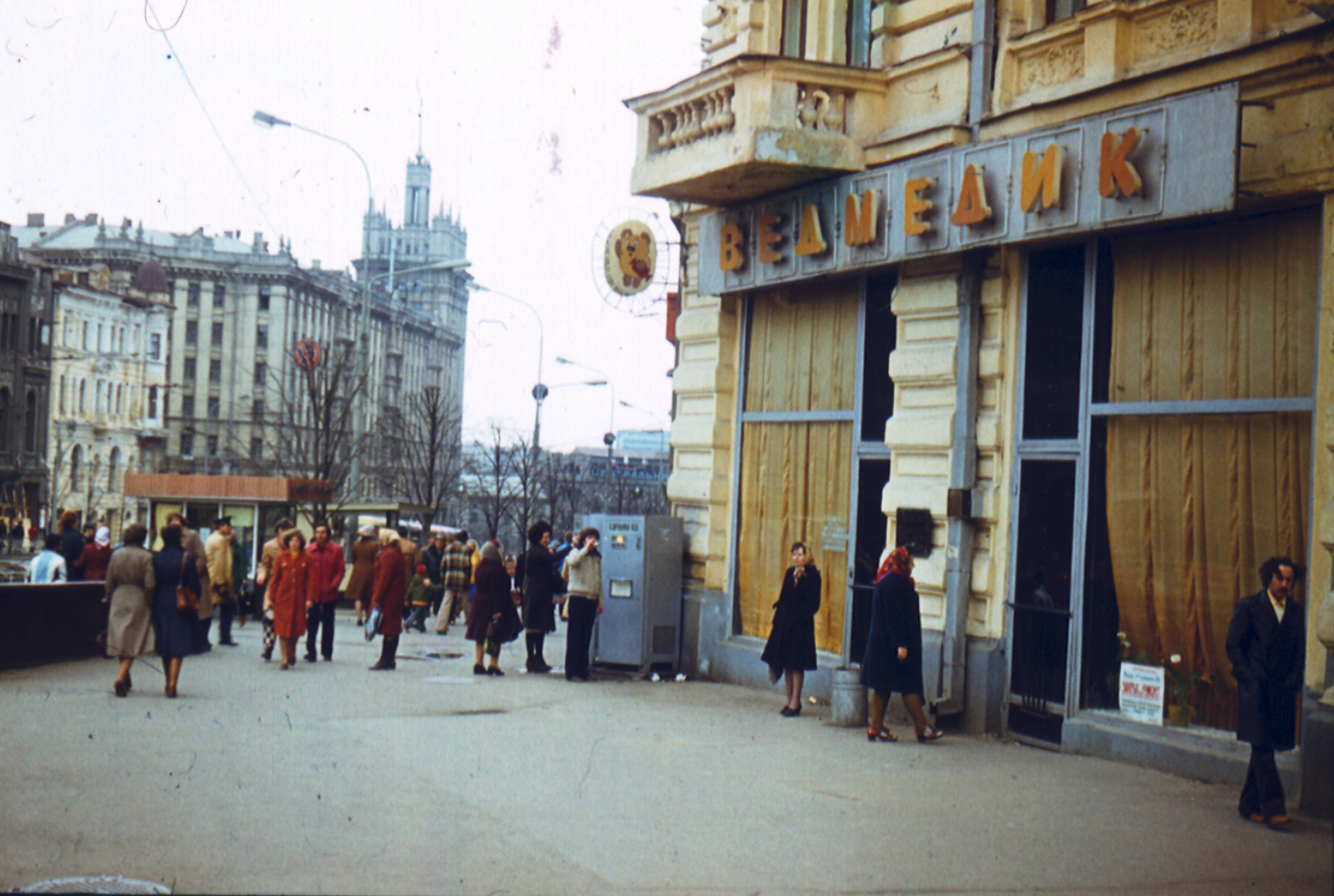
Harkivi utcakép 1981-ből

A kollektivizálás csúcsán, az első ötéves terv idejében (1928 és 1933 között) egyes becslések szerint mintegy 6–7 millió ember halt meg az éhínség, a holodomor miatt abban az Ukrajnában, ahol a 19. században a világon a legtöbb gabonát termelték.
A második világháború kitörésekor, 1939-ben a Szovjetunió megszállta Lengyelország keleti részét, nagyjából Nyugat-Ukrajnát és Nyugat-Belorussziát. 1941-től a Barbarossa hadművelet szerint támadó németek egész Ukrajnát elfoglalták, ott rablógazdálkodást folytattak, egészen a szovjet csapatok 1942–1944 között tartó támadásáig. 1945. február 4–11. között az akkor Oroszországhoz tartozó, ma vitatott hovatartozású Krímben került megrendezésre a szövetséges nagyhatalmak vezetői között a második világháború utáni rendezés egyik találkozója, a jaltai konferencia. A háború lezártával Lengyelország keleti része, és Kárpátalja is az Ukrán SZSZK-hoz került, illetve 1954-ben az Oroszországi SZSZK-tól Hruscsov egy bürokratikus döntéssel az Ukrán SZSZK-hoz csatolta a Krímet.
1986. április 26-án hajnali 1 óra 23 perckor a Pripjaty folyó mellett fekvő Csernobilban bekövetkezett a történelem legnagyobb atomkatasztrófája. Ennek következményeképp a Kijevtől északra található vidékek, Fehéroroszország déli területei, valamint az oroszországi Brjanszk környéke sugárszennyezetté vált, az erőmű körül kialakított 30 km-es zóna lakóit evakuálták.

#### A független Ukrajna
Ukrajna 1991. augusztus 24-én kiáltotta ki függetlenségét, amelyet egy december 1-jén megtartott választáson az ukránok többsége támogatott. Az országban azóta többpártrendszer működik. Még ugyanebben az évben kisebb konfliktus alakult ki Ukrajna és Oroszország között a Krím hovatartozásáról. 1994-ben Bill Clinton amerikai és Leonyid Kravcsuk ukrán elnök egyezményt kötött Ukrajna nukleáris fegyvereinek leszereléséről. Ugyanebben az évben Ukrajna, Oroszország, az Egyesült Államok és Nagy-Britannia aláírták a budapesti egyezményt az ország területi integritásának védelméről.

### 21. század

#### 2000-es évek
2004-ben Leonyid Kucsma elnök bejelentette, hogy nem indul az elnökválasztásokon. Két jelölt mérkőzött meg, Viktor Janukovics, aki mind Kucsma, mind Oroszország támogatását maga mögött tudhatta, illetve Viktor Juscsenko, aki a nyugatra nyitás politikáját tartotta szem előtt. A lezajlott választásokon a hivatalos eredmények szerint parányi többséggel Viktor Janukovics győzött, ám az ellenzék hívei tüntetésekbe kezdtek Kijev utcáin, új választásokat követelve, a keleti régiókban történt választási csalások és megfélemlítésekre hivatkozva. Ez volt a narancsos forradalom. Az alkotmánybíróság végül megsemmisítette a választási eredményeket. A győztes forradalmat követően a nyugati orientáltságú Viktor Juscsenko vált Ukrajna elnökévé.

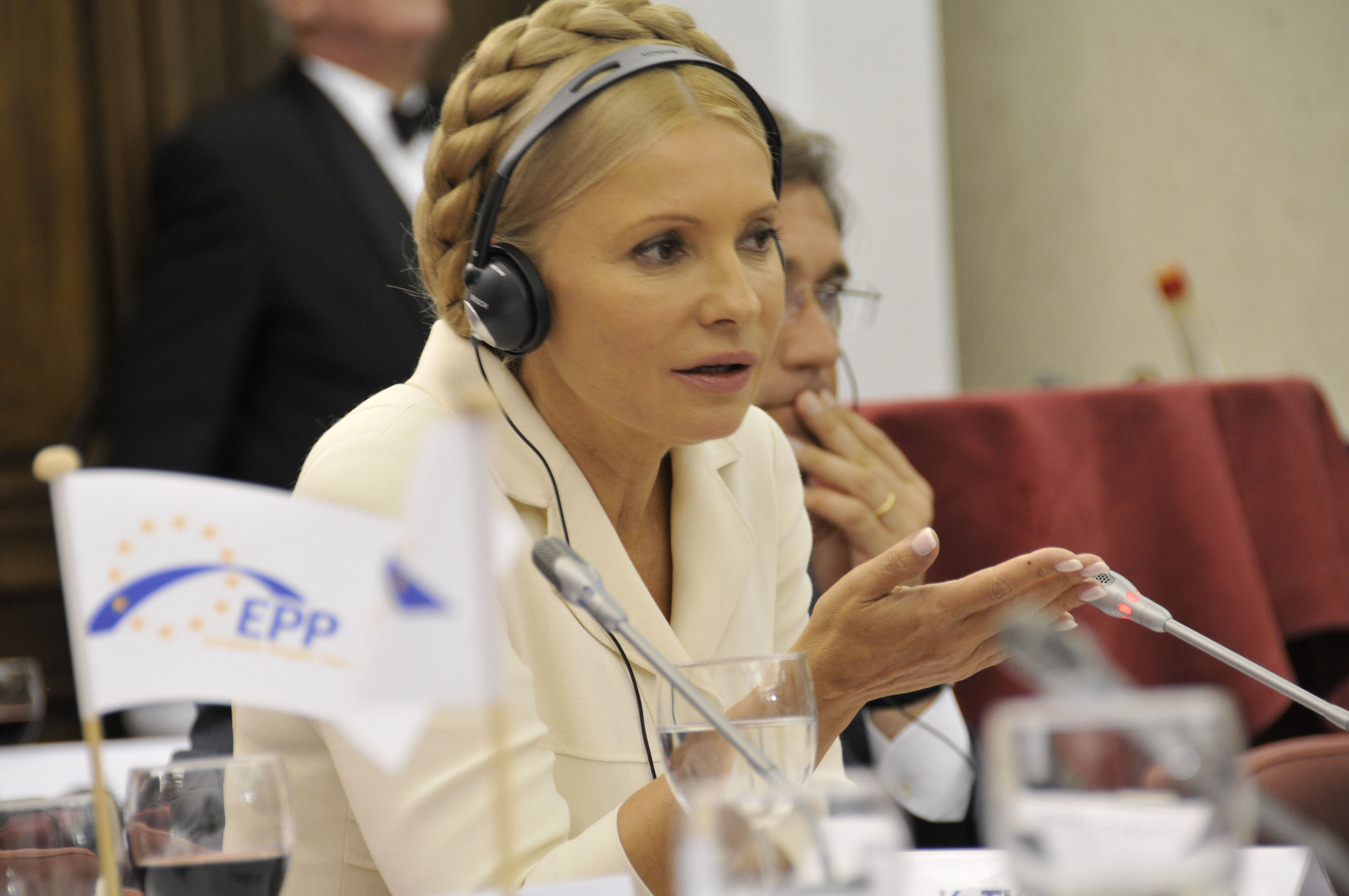
A narancsos forradalom egyik vezetője, Julija Timosenko

Viktor Janukovics 2006-ban, négy hónapos politikai válság után lett Ukrajna miniszterelnöke, de csak rövid ideig maradt a posztján, miután a 2007-es választásokat ismét a narancsos forradalmat vezető pártok nyerték, és így Julija Timosenko alakíthatott kormányt. Viktor Janukovics a Régiók Pártjának színeiben 2010-ben a szavazatok több mint 48 százalékával megnyerte az ukrán elnökválasztást.

#### 2010-es évek
2011. augusztus 5-én Julija Timosenkót letartóztatták hivatali hatalommal való visszaélés miatt és a bíróság elé állították. A bíróság október 11-én hét év börtönre ítélte a 2009-es orosz–ukrán gázvitát lezáró, Putyinnal kötött szerződés miatt.

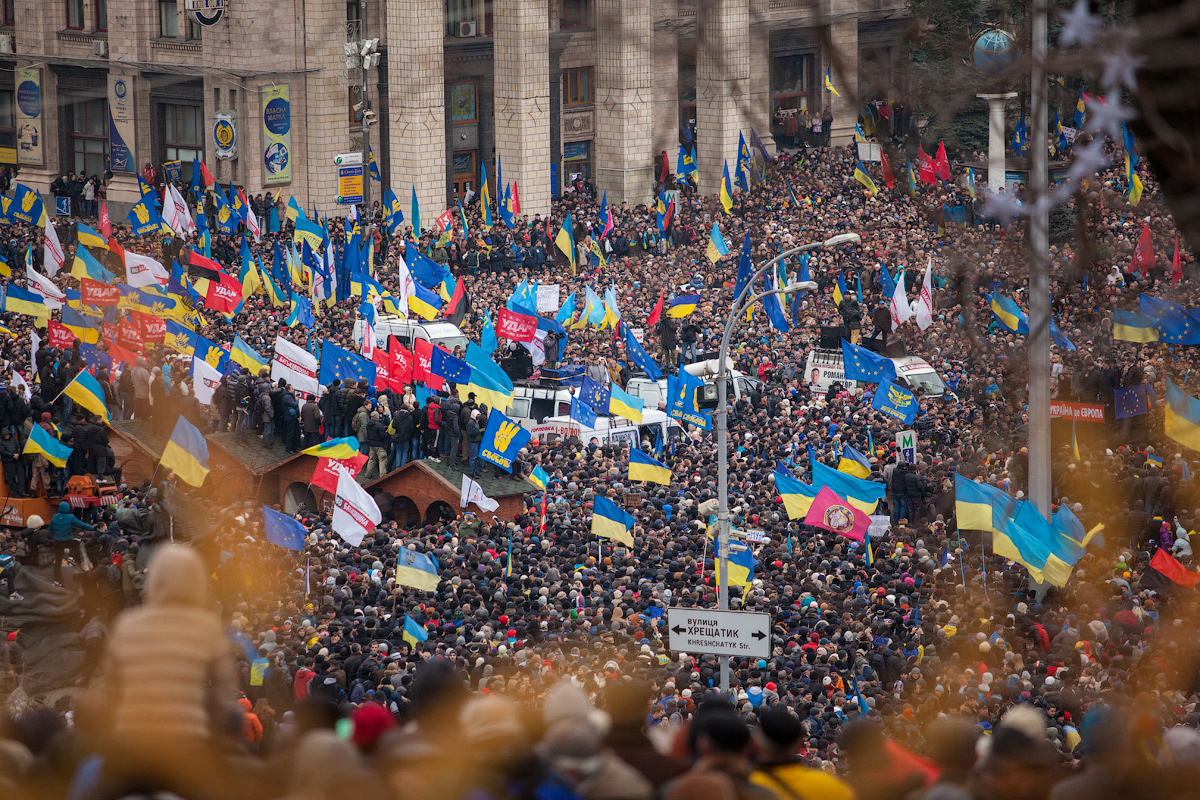
Az Euromajdan tüntetés Kijevben 2013. december 1-jén

2013 novemberében tüntetések kezdődtek Kijev főterén, a Majdanon, az Euromajdan ellenzéki társulás szervezésében. A tüntetések kiváltó oka az volt, hogy az euro-atlanti integrációból, konkrétan az EU társulási szerződéstől az elnök, Janukovics visszalépett, miután kedvező ajánlatot kapott Putyintól. A tüntetés kitartóan folyt tovább, amíg 2014. február közepén a tüntetők és a rendfenntartó erők közötti véres összecsapásokká nem eszkalálódott. A tüntetések Nyugat-Ukrajna több városára is átterjedtek. Több városban, köztük a kárpátaljai Ungváron is békés hatalomátvétel történt. Az erőszak nemzetközi visszhangot váltott ki és három EU-s külügyminiszter érkezett Kijevbe, hogy közvetítsenek az Euromajdan ellenzéki vezetők és Janukovics között. Ennek eredménye egy egyezmény lett, melyet február 21-én péntek délután írtak alá. Ennek értelmében többek között előrehozott elnökválasztást kellett tartsanak még 2014-ben, és 48 órán belül vissza kellett állítani a narancsos forradalom után született 2004-es, az elnöki jogköröket korlátozó alkotmányt. A megállapodást mind Janukovics, mind az ellenzéki vezetők, mind a három EU-s külügyminiszter aláírta. A tárgyalásokon részt vevő orosz küldött azonban nem írta alá.
Ugyanakkor az Euromajdan tüntetői továbbra is a téren maradtak, és nem fogadták el az egyezményt. Janukovics azonnali lemondását és a halálos áldozatokkal járó összecsapások felelőseinek törvény elé állítását követelték. 2014. február 22-én a parlament bizalmatlansági szavazás után felmentette Janukovicsot, majd elfogadott egy új törvényt, melynek értelmében kiengedték a börtönéből Julija Timosenkót is.

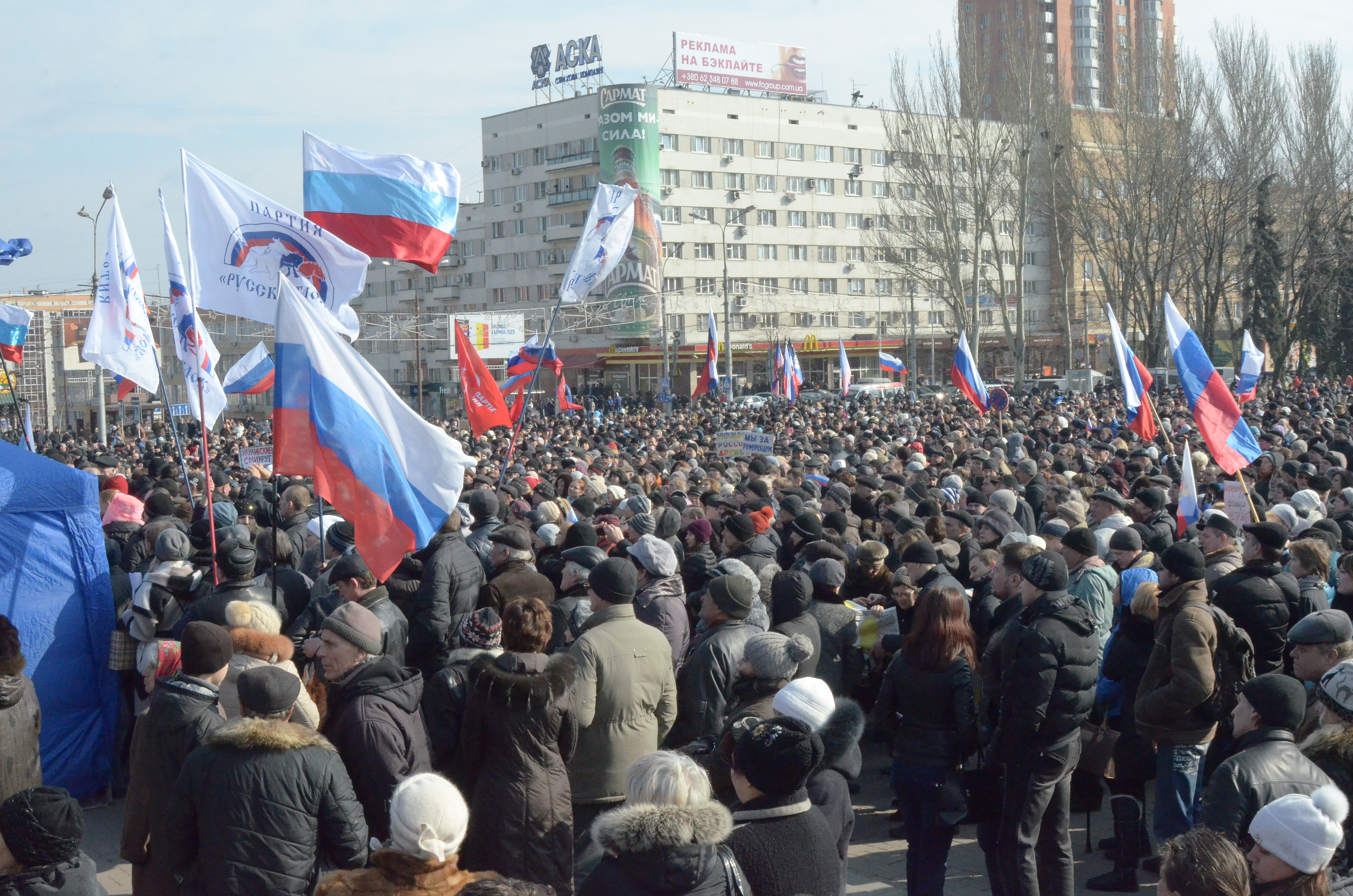
Oroszpárti tüntetés kezdődött Doneckben 2014. március 9-én

2014. február 26-án Putyin rendkívüli katonai gyakorlatot rendelt el az orosz hadsereg harckészültségének ellenőrzésére az Ukrajnával határos területeken. Majd Oroszország megindította a Krím megszállását az ott élő orosz kisebbség érdekeinek biztosítása ürügyén (a Krím népességének többsége orosz nemzetiségű, sokuk orosz állampolgársággal is rendelkezett). Március 18-án bejelentették a Krím egyesülését Oroszországgal és március 21-ig Oroszország annektálta a félszigetet.
Ezzel egyidőben, illetve ezt követően 2014 márciusában már felfegyverzett félkatonai alakulatok kezdtek a központi hatalomtól függetlenül önkényes „rendfenntartó” tevékenységekbe az ország délkeleti térségében, orosz (és ukrán) eredetű fegyverzetben. Rendőrőrsöket vettek ellenőrzésük alá és ukrán laktanyákat vettek blokád alá, majd foglaltak el és jutottak katonai felszerelésekhez. Április 7-én önhatalmúlag kikiáltották a Donyecki Népköztársaság függetlenségét, majd a hónap végén, 27-én pedig megalakult a Luganszki Népköztársaság is, konföderált uniójuk egy hónappal később jött létre Novorosszija („Új-Oroszország”) néven. A kijevi kormányzat megpróbált kellő mértékű erőszakszervezeti fellépéssel élni (Kijev tavasszal általános mozgósítást rendelt el a sorköteles lakosság köreiben), azonban ez kevésnek bizonyult, a katonai összetűzések végül NATO és EBESZ nyomásra nem szélesedtek ki, ettől függetlenül a civil lakosságot érő konfrontáció folyamatos, a polgári lakosság jelentős számban, százezres nagyságrendben menekült Nyugat-Ukrajna felé. Mindkét fél részén történtek erőszakos túlkapások, háborús bűncselekményekre utaló események. Egyik ilyen vitatott esemény során, július 17-én tisztázatlan okokból lelőtték a Malaysia Airways egyik utasszállító repülőgépét. A Donyecki területen történt baleset (vagy merénylet) nyomozását a szeparatisták igyekeztek hátráltatni. Az áldozatok száma a 2014-es évben több ezerre tehető, a menekültek száma fél-egymillió közötti, közülük 5-600 ezren Oroszországba menekültek át. Oroszország nem ismerte el a felkelők aktív támogatását (a diplomáciait igen), azonban több forrásból következtethető orosz eredetű fegyverzet az Ukrajnából kiszakadni vágyó csapatok soraiban.  Az ENSZ, és egyes tagállamai, nyomására végül Minszkben több békéltető egyezmény született. Oroszország intervenciós törekvéseinek mérséklésére nemzetközi gazdasági szereplők, többek között az EU is, gazdasági szankciókat léptettek életbe Moszkvával szemben, illetve az Nemzetközi Valutaalap pénzügyi támogatást nyújt Ukrajnának a kilátástalan állapotok kezelésére.
A 2014-es előrehozott elnökválasztás eredményeként Petro Porosenkot választották meg Ukrajna elnökévé. Az eredetileg 2015-ben esedékes választást a 2014-es ukrán forradalom következtében változtatták meg. Porosenko a szavazatok 54,7%-ával nyerte meg a választást.
A 2019-es elnökválasztáson az ország addigi elnöke, Petro Porosenko elvesztette a választást. Egy tv-film sorozat főszereplőjeként a nézők által korábban is jól ismert, de a politikában és a közigazgatásban teljesen járatlan színész és producer, Volodimir Zelenszkij nagy fölénnyel nyert. Május 20-ai beiktatását követően július 21-ére előrehozott parlamenti választást írt ki és kezdeményezte a választási rendszer módosítását. Az indítvány napirendre tűzését azonban a Porosenkót támogató többségű parlament elutasította.

#### 2020-as évek
Az orosz–ukrán krízis eszkalálódása során 2022. február 21-én Oroszország hivatalosan elismerte a kelet-ukrajnai szakadár donyecki és luganszki „népköztársaságokat” és „békefenntartónak” nevezett csapatokat küldött a területre.
2022. február 24-én hajnalban az orosz hadsereg megtámadta Ukrajnát.
2022 júniusában az Európai Tanácstól megkapta az EU tagjelölti státuszát.
2022. szeptember 30-án beadta a NATO-hoz a csatlakozási kérelmét.

## Államszervezet és közigazgatás

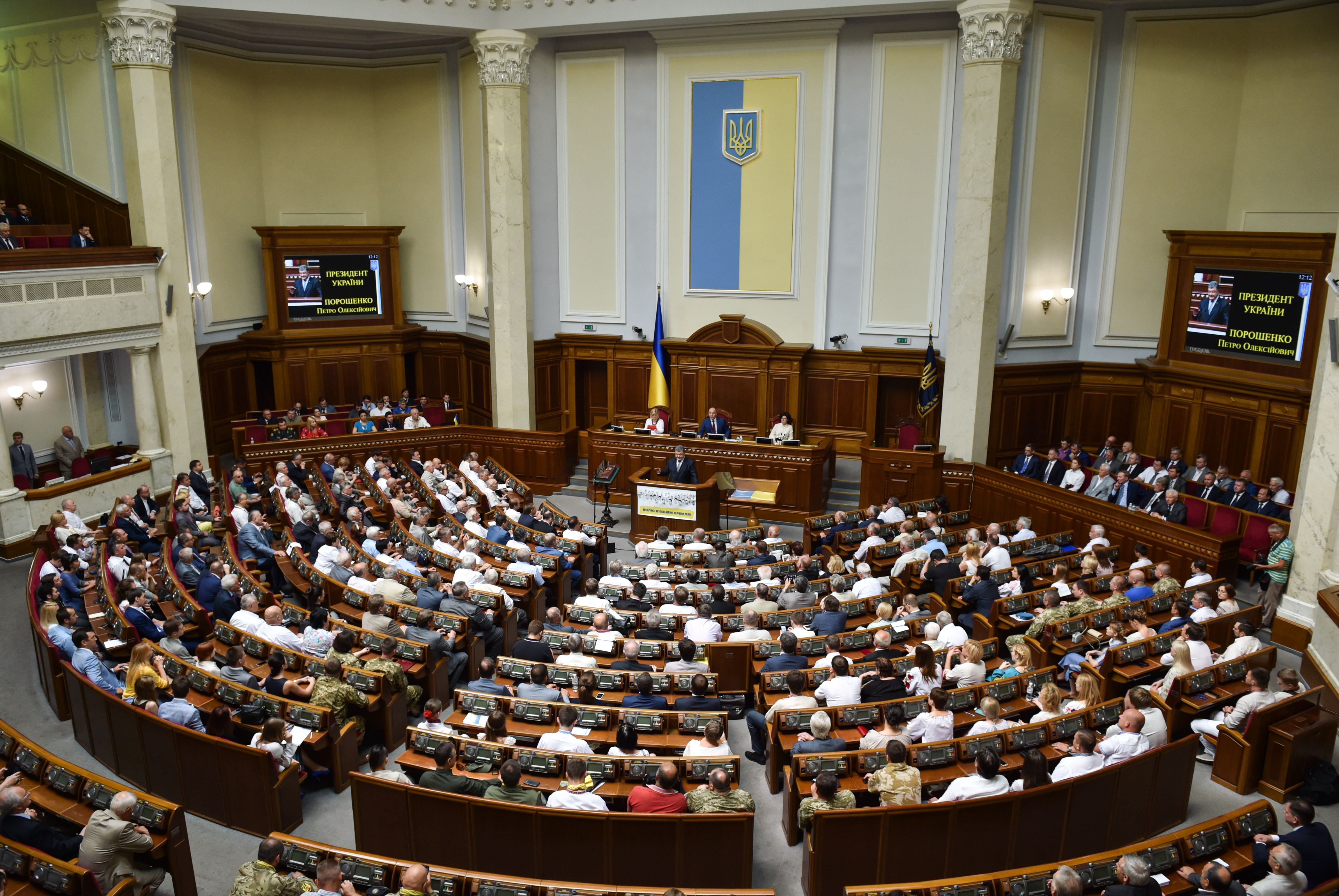
Az ukrán parlament ülésterme

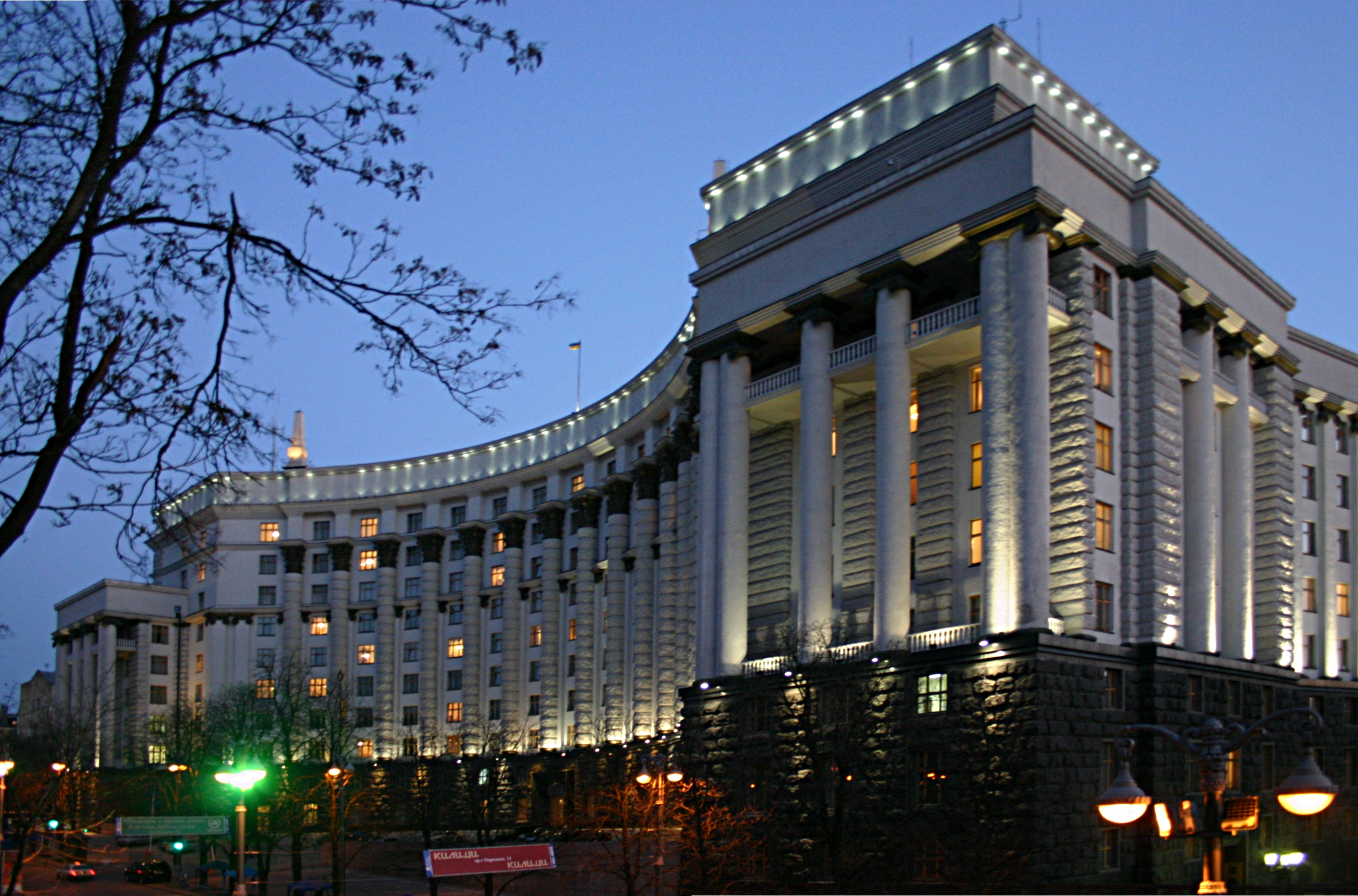
Az Ukrán Miniszteri Kabinet épülete

2018-ban az Economist Intelligence Unit Ukrajnát hibrid rezsimnek minősítette a demokráciaindexen, és e besorolásban Kelet-Közép-Európa 29 országa közül a 17. helyen állt.

### Alkotmány, államforma
Ukrajna egy unitárius, félelnöki rendszerű alkotmányos köztársaság.
Az 1996-ban elfogadott alkotmány tiszteletben tartja a polgárjogok mellett az emberi és szabadságjogokat is.

### Törvényhozás, végrehajtás, igazságszolgáltatás
Az állam élén az elnök áll, az ő feladata kinevezni a miniszterelnököt is, akit a Legfelsőbb Tanács (Verhovna Rada) fogad el. Az államelnök továbbá az egyes miniszterek kinevezéséért is felelős.
Az ország valamennyi településén működik önkormányzat, ám hatáskörük igencsak korlátozott.

### Közigazgatási beosztás

Ukrajna közigazgatási beosztása

Ukrajna egy autonóm köztársaságra (Krími Autonóm Köztársaság), 24 területre (oblaszty), és két önálló, a központi szerveknek közvetlenül alárendelt városra (Kijev és Szevasztopol, hivatalos elnevezéssel köztársasági jelentőségű városok) oszlik. E 27 területi egységet összefoglalóan régióknak nevezik. A Krími Autonóm Köztársaság népképviseleti testületét Legfelsőbb Tanácsnak hívják, a többi régióban területi illetve városi tanács működik.
A területi beosztás második szintjén a Krími Autonóm Köztársaság és a 24 terület összesen 490 járásra (rajon) és 178 járási jogú városra (hivatalos elnevezéssel autonóm köztársasági illetve területi jelentőségű városok) oszlik, Kijevben és Szevasztopolban pedig 10 illetve 4 kerület van. A járásokban kettő kivételével, és a járási jogú városokban egy kivételével járási illetve városi tanács működik. A két járásban, melyeknek nincs tanácsuk, a járásszékhely város tanácsa látja el a közigazgatási feladatokat. Az egyetlen területi jelentőségű város, amelyben nem működik városi tanács, a csernobili atomkatasztrófa miatt 1986 óta lakatlan Pripjaty. A két nagyváros 14 kerületében kerületi tanácsok működnek.
A járási jogú városok közül 24 van összesen 104 kerületre felosztva, ezek közül azonban csak 66-ban működik kerületi tanács.
A területi beosztás harmadik szintjén a 279 járási jelentőségű városi tanács, 783 városi jellegű települési tanács és 10 278 községi tanács áll.
A települések száma jóval nagyobb a helyi tanácsokénál. A városok mindegyikében, kettő kivételével (a már említett Pripjaty és az ugyanazon okból lakatlan Csernobil) működik helyi tanács, a városi jellegű települések némelyike és a falvak nagy többsége azonban közös tanácsokhoz tartozik vagy városi tanácsokhoz van beosztva. A 459 városon kívül Ukrajnában 885 városi jellegű település van, ez a településkategória leginkább az egykori magyarországi mezővárosoknak felel meg. A falusias lakotthelyek száma 28 460, ezen belül különbséget tesznek az 1279 falusias telep és 27 181 falu között. A települések összes száma 29 804.

### Politikai pártok
2021-ben 365 politikai párt van hivatalosan bejegyezve Ukrajnában. A 2019. július 21-én megtartott országgyűlési választáson közülük 22 párt vett részt, és öt párt lépte át a szavazatok 5 százalékos küszöbét.
- A Nép Szolgája
- Európai Szolidaritás
- Népfront (Народний фронт)
- Régiók Pártja (PR)
- Julija Timosenko Blokk (BJUT)
- Jacenyuk Változások Frontja
- Mi Ukrajnánk (NU)
- Ukrán Szocialista Párt (SZPU)
- Ukrán Kommunista Párt (KPU)
- Reform és Rend Párt (PRP)
- Ukrán Egyesített Szociáldemokrata Párt (SZPDUo)
- Ukrán Néppárt (UNP)
- Ukrajna Népi Mozgalma (NRU)
- Szabadság Párt (Szvoboda)

### Védelmi rendszer
Bár Oroszország és Franciaország után Európa harmadik legnagyobb hadseregét tartja fenn, de katonai ereje jóval gyengébb.

## Népesség
Az IMF becslése alapján 2024 táján Ukrajnának 33,7 millió lakosa van.
2023 júliusában a Reuters arról számolt be, hogy a Nyugat-Európába özönlő menekültek miatt a kijevi kormány által ellenőrzött ukrán területek lakossága akár 28 millió főre is csökkenhetett.

Ukrajna népességének változása 1950-2022 között

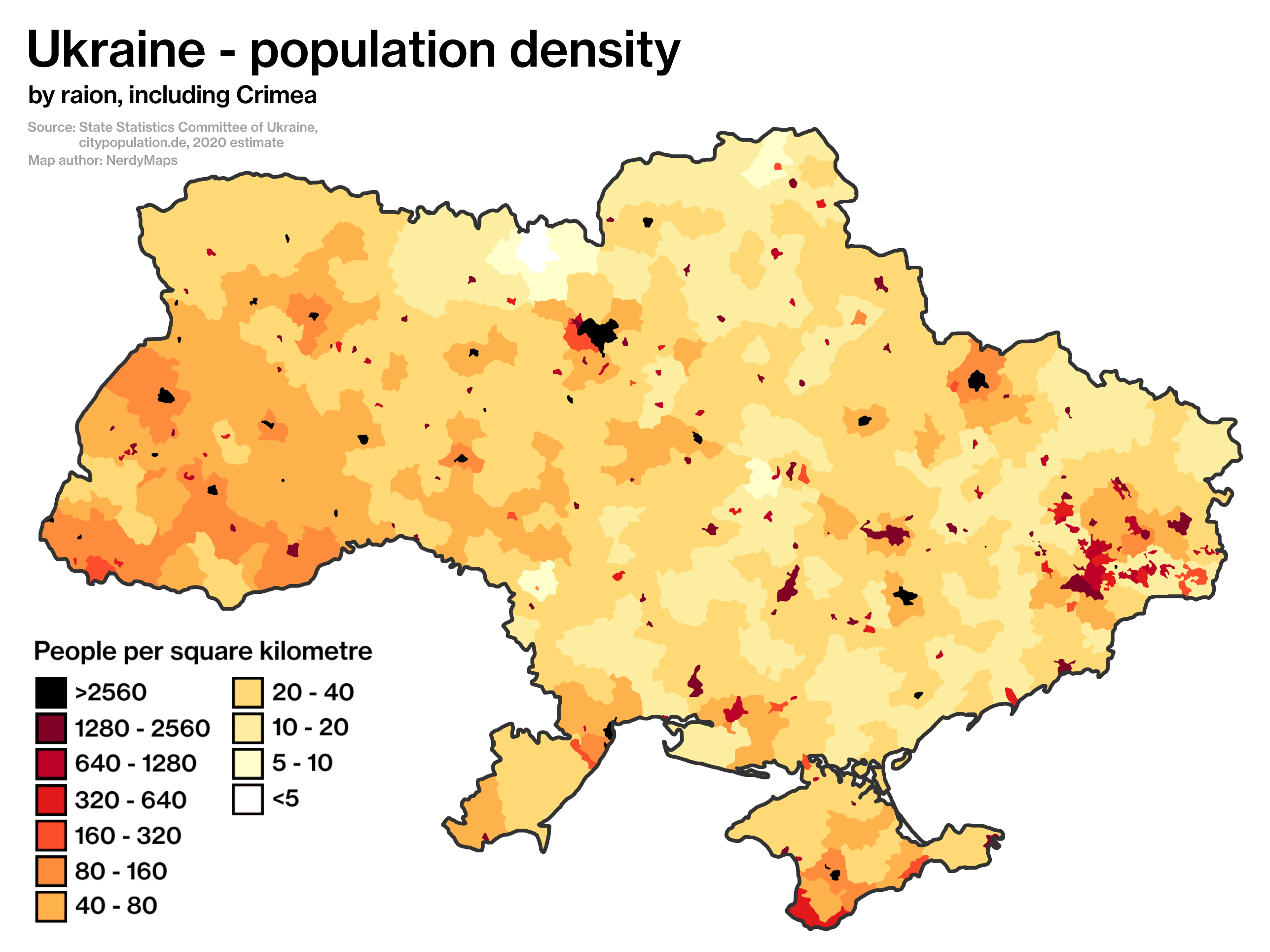
Ukrajna népsűrűsége 2020-ban

Az ukrán etnikum aránya a 2001-es népszámlálás alapján, területi szinten

Népességének változása 1960 és 2020 között:

| Év   | Népesség (millióban) (A Krímmel együtt) | Népsűrűség (fő/km²) |
| ---- | --------------------------------------- | ------------------- |
| 1960 | 42,7                                    | 74                  |
| 1970 | 47,1                                    | 81                  |
| 1980 | 50,0                                    | 86                  |
| 1990 | 51,5                                    | 89                  |
| 2000 | 48,8                                    | 84                  |
| 2010 | 45,8                                    | 79                  |
| 2020 | 41,4                                    | 72                  |

2021. július 1-én Ukrajna népességét 41,4 millió főre becsülték, nem számítva az Oroszország által 2014-ben annektált Krími Autonóm Köztársaságot (kb. 1,96 millió) és Szevasztopolt (kb. 384 ezer fő).
Az ország népessége az 1990-es évek eleji csúcspont óta 2020-ra 52 millióról 41,5 millió alá csökkent (a Krím nélkül).
- Születéskor várható élettartam (2018):[36] 68,6 év (62,8 – férfiak, 74,8 – nők)

### Nyelvi megoszlás
Ukrajna oroszosítása, amely az ukrán etnikumú területek Orosz Birodalomba való beolvasztásával kezdődött, és a második világháború vége után különösen erőteljesen terjedt el a Szovjetunióban, az ukrán nyelvű lakosság arányának jelentős csökkenéséhez vezetett Ukrajnában, különösen az urbanizált déli és keleti régiókban, és kisebb mértékben az ország központi régióiban. Csak néhány nyugati régióban nőtt az ukrán nyelvű lakosság aránya.

Többségi nyelvek az országban

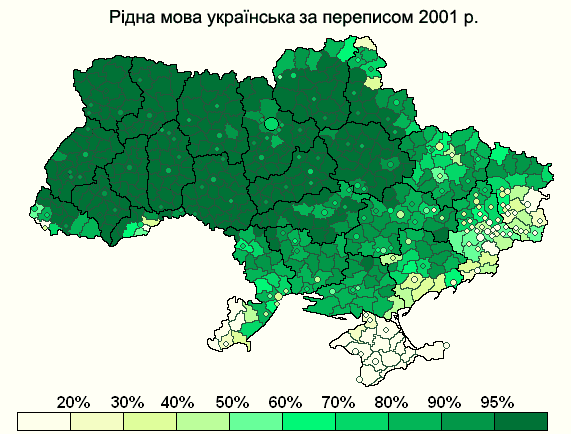
Ukrán nyelv Ukrajnában a 2001-es népszámlálás szerint

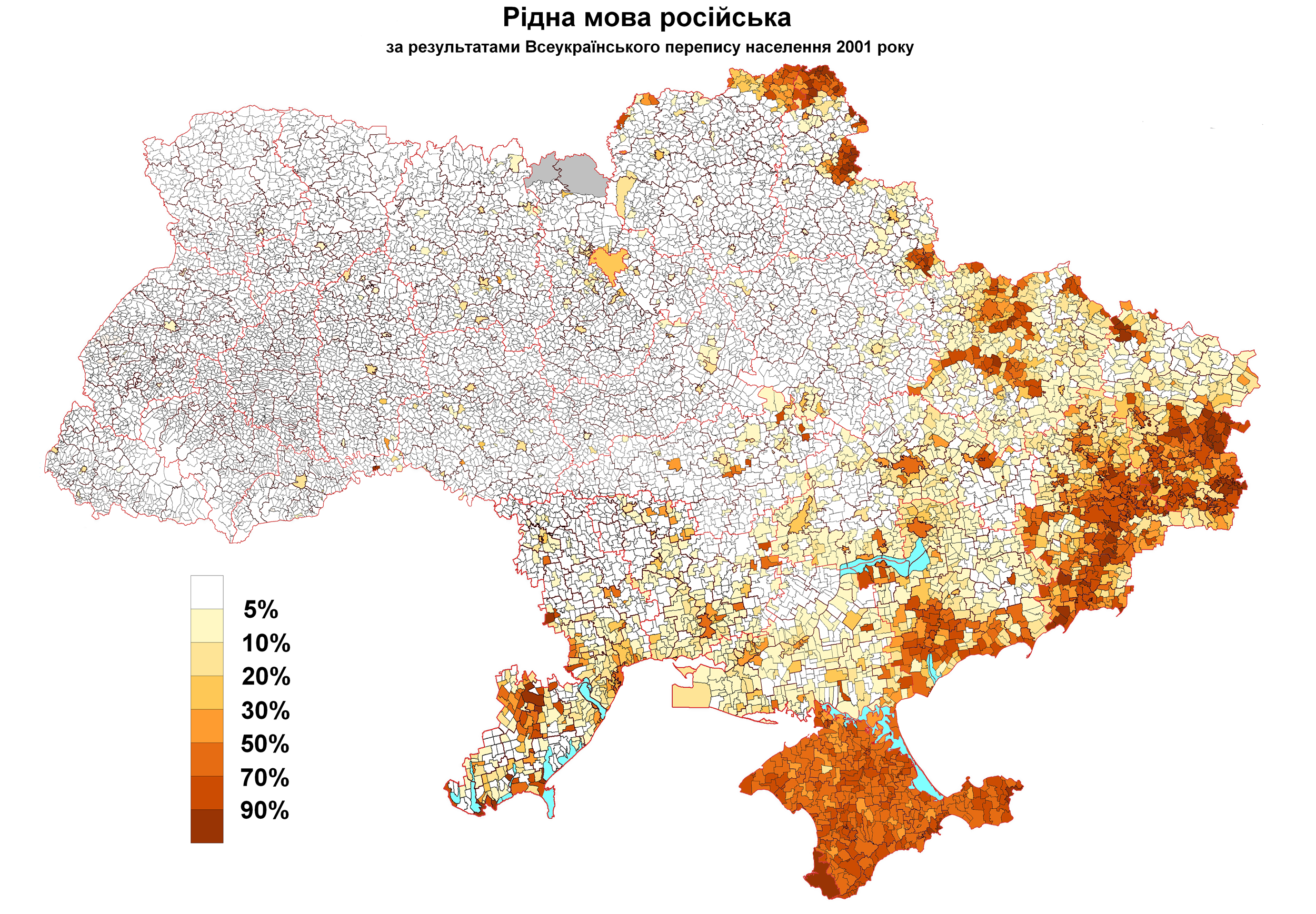
Az orosz anyanyelvűek aránya a 2001-es népszámlálás alapján

Ukrajna hivatalos nyelve az ukrán mint államnyelv. A használt írásrendszer a cirill ábécének az ukrán változata. A legutóbbi, 2001-es népszámlálás szerint az ukrán a lakosság 67,5 százalékának volt az anyanyelve. Ukrajna nyugati, északi és középső részein, valamint a déli és keleti falvakban és kisvárosokban (a Krím és Donbász egyes részeinek kivételével) ez volt a domináns nyelv. Az orosz a második legelterjedtebb nyelv, a népszámlálás szerint a lakosság 29,6 százaléka beszéli anyanyelvként. Szinte az egész Krím-félszigeten, Donbászban (kivéve a régió ritkán urbanizált északnyugati részét), valamint Ukrajna déli és keleti részén található nagyvárosokban uralkodik.
Ukrajnában hivatalosan kisebbségi nyelvként elismert nyelvek: belarusz, bolgár, cigány, cseh, gagauz, görög, héber, krími tatár, lengyel, magyar,  német, orosz, örmény, román, szlovák.

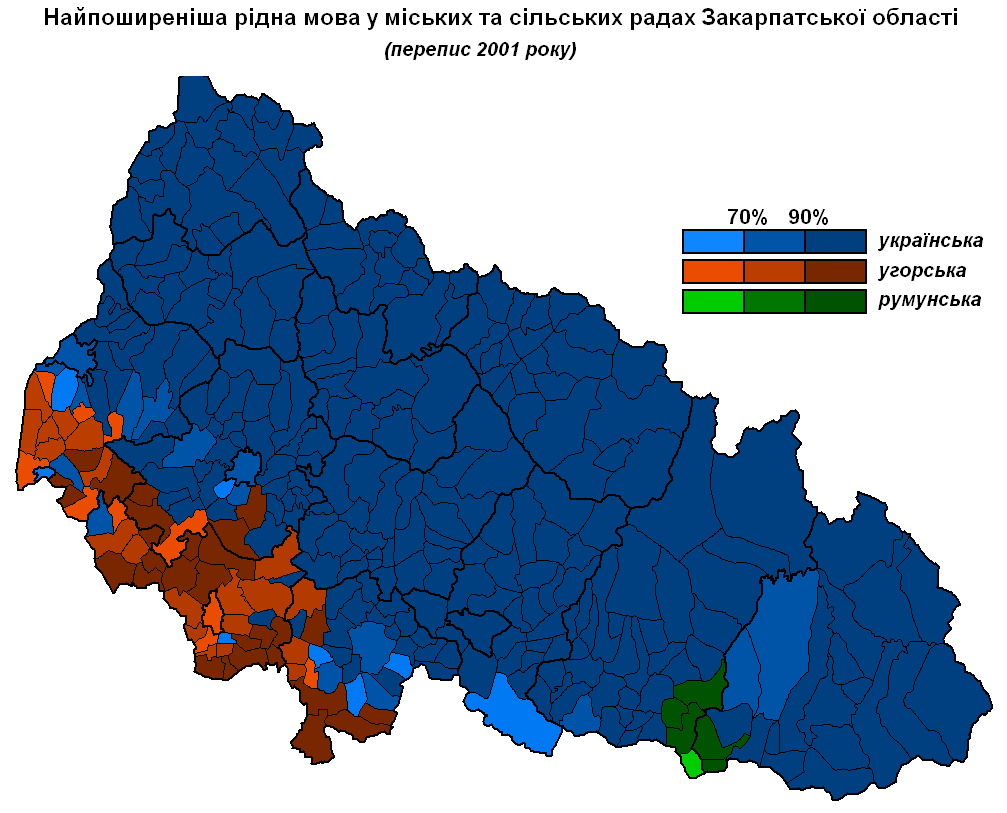
Kárpátalja nyelvei a 2001-es népszámlálás szerint. Az ukrán-magyar határ mentén számos helyi tanácsban a magyar nyelv volt az uralkodó.

A 2001-es népszámlálás szerint Kárpátalja lakosságának 12,65%-a vallotta anyanyelvének a magyart. Az Ukrán Állami Statisztikai Szolgálat adatai szerint a 2023/24-es tanévben Kárpátalján 163 651 diák részesült általános középfokú oktatásban, közülük 146 563 (89,56 %) ukrán tannyelvű osztályban, 14 623 (8,94 %) magyar tannyelvű osztályban, 2347 (1,43 %) román tannyelvű osztályban és 118 (0,07 %) szlovák tannyelvű osztályban. A városi oktatási intézményekben 71 315 középfokú oktatásban részesülő személy közül 65 021-en (91,17 %) ukrán nyelven, 5 806-an (8,14 %) magyarul, 370-en (0,52 %) románul, 118-an (0,17 %) szlovákul tanultak. A vidéki oktatási intézményekben 92 336 középfokú oktatásban részesülő személy közül 81 542 (88,31 %) ukrán, 8 817 (9,55 %) magyar, 1 977 (2,14 %) román nyelven tanult.
Az ukrán-orosz háború 2014-es kitörése és nagyrészt a 2022-es orosz invázió kezdete óta az ukrán társadalomban jelentősen megnőtt az érdeklődés az ukrán nyelv, kultúra és történelem iránt. Ugyanakkor az orosz nyelvvel szemben masszív elutasítás és olykor ellenséges viszonyulás tapasztalható. Az orosz nyelv hivatalos státuszba helyezésének gondolatának támogatása Ukrajna egész területén vagy egyes régióiban a legalacsonyabb szintet érte el az egész elemzett időszakban.
Ugyanakkor Oroszország az általa megszállt ukrán területeken erőszakos oroszosítás politikáját folytatja: az iskolákban kizárólag oroszul tanítanak, még a teljesen ukrán nyelvű településeken is, és az ukrán tankönyveket betiltották. A Human Rights Watch emberi jogi szervezet jelentése szerint Oroszország a megszállt területeken ukránellenes propagandával indoktrinálja az iskolásokat, és az orosz tisztviselők számos nemzetközi jogot megsértve tettek és tesznek lépéseket az ukrán nyelv elnyomására. Az Oroszországba erőszakkal deportált ukrán gyermekek szintén oroszosításnak vannak kitéve.
2024. június 27-én lépett hatályba az angol nyelv ukrajnai szerepét támogató törvény. A Volodimir Zelenszkij elnök által kezdeményezett, majd 2024. június 26-án általa aláírt, „Az angol nyelv ukrajnai használatáról” (Zakon pro zasztoszuvannya anhlijszkoji movi v Ukrajinyi) nevet viselő jogszabály rögzíti, hogy az angol nyelv Ukrajnában a nemzetközi kommunikáció egyik nyelve, valamint a törvény 3. cikkelye felsorolja azokat az állami tisztségeket és beosztásokat, ahol az angol nyelv ismerete követelmény. A jogszabály külön cikkelyei foglalkoznak az angol nyelvnek az ukrajnai kultúrában és oktatásban betöltött szerepéről, továbbá az angolnyelv-ismeretet ösztönző eszközöket is bevezet (pl. az angol nyelvismerettel rendelkező köztisztviselők 10%-os illetménykiegészítésre jogosultak). Az angolnyelv-ismeretre vonatkozó követelményeket külön jogszabályok fogják rögzíteni, amelyek a polgári szférában követni fogják az Európa Tanács Közös Európai Referenciakeretének (CEFR) a sztenderdjeit, katonai téren pedig a STANAG 6001-nek felelnek meg. A törvénytervezet eredetileg tartalmazta azt is, hogy 2027-től az angol nyelvű filmek csak eredeti hanggal és ukrán felirattal sugározhatók. Ez a társadalom részéről ellenállást váltott ki, így végül a hatályba lépett törvény ezt nem tartalmazza.

### Etnikai megoszlás
Főbb népcsoportok a 2001-es népszámlálás alapján:
- ukrán 77,8%, orosz 17,3%, belarusz 0,6%, moldován 0,5%, krími tatár 0,5%, bolgár 0,4%, magyar 0,3%, román 0,3%, lengyel 0,3%, zsidó 0,2%

### Vallási megoszlás
Főbb vallási csoportok: ukrán ortodox egyház  (39,8%), ukrán ortodox egyház – moszkvai patriarchátus (29,4%), ukrán görögkatolikus egyház (14,1%), ukrán autokefál ortodox egyház (2,8%), protestánsok (2,4%), római katolikus egyház (1,7%), muszlimok (0,6%), izraeliták (0,2%) egyéb (2,4%)
Az ország nagy része ortodox vallású, de Galíciában, Bukovinában és Kárpátalján a görögkatolikus vallás számottevő, illetve jelentős számban élnek még itt római katolikusok is.
Az 1992-ben magát függetlennek nyilvánító ukrán ortodox egyház (kijevi patriarchátus) autokefál státuszát 2018. október 11-én ismerte el I. Bertalan konstantinápolyi pátriárka.

### Szociális rendszer
Ukrajna a volt szocialista országok „demográfiai betegségében” szenved, az ország lakossága csökken. A jelenséget súlyosbítják az egészségügyi háló hiányosságai. Észak-Ukrajnában a csernobili atomerőmű-balesetet követő sugárszennyezés máig káros hatással van az ott élőkre.

## Gazdaság
A Szovjetunióban Ukrajna fontos mezőgazdasági és ipari övezet volt. Nagyobb gazdasági rendszerváltás hiányában azonban még mindig jelentősen függ Oroszországtól. Energiatermelése az orosz földgázon és kőolajon alapszik. A nagy külgazdasági függőség kiszolgáltatottá teszi az országot a nemzetközi változásoknak.
2000-et követően az ország gazdasága óriási lendülettel fejlődni kezdett, amit a 2008-as gazdasági világválság tört meg, majd tovább rontotta a helyzetét a 2014-ben kezdődött konfliktusok sorozata.
2011-ben a Forbes magazin a világ tíz legrosszabb gazdaságának rangsorában a 4. helyre helyezte Ukrajnát, az afrikai Guinea után. A cikk megjegyzi, hogy annak ellenére, hogy Ukrajna hatalmas, termékeny mezőgazdasági földterülettel és értékes ásványkincsekkel rendelkezik, amelyek által Európa vezető gazdaságává válhatna, az egy főre jutó GDP messze elmarad még az olyan országoktól is, mint Szerbia és Bulgária.
A Krím 2014 eleji orosz annektálása, majd a kitört kelet-ukrajnai háború súlyosan érintette a gazdaságát és az ország két legiparosodottabb régióját. A GDP növekedése már 2013-ban nulla volt. 2014-ben a gazdasága 6,8%-kal zsugorodott, és ez 2015-ben folytatódott a GDP 12%-os visszaesésével. A 2016-os évről a Világbank jelentette, hogy Ukrajna gazdasági növekedési üteme 2,3% volt, ezzel véget ért a recesszió. A javulás ellenére az IMF 2018-ban arról számolt be, hogy Európa összes országa közül Ukrajnában volt a legalacsonyabb az egy főre jutó GDP.
2018-ban Ukrajna átlagos vagyona egy felnőttre 40 dollár volt, ami az egyik legalacsonyabb a világon. 2019-ben az ukránok hozzávetőleg 1,1%-a élt az országos szegénységi küszöb alatt. 2019-ben a népességének csak 5–15%-át sorolták a középosztályba.

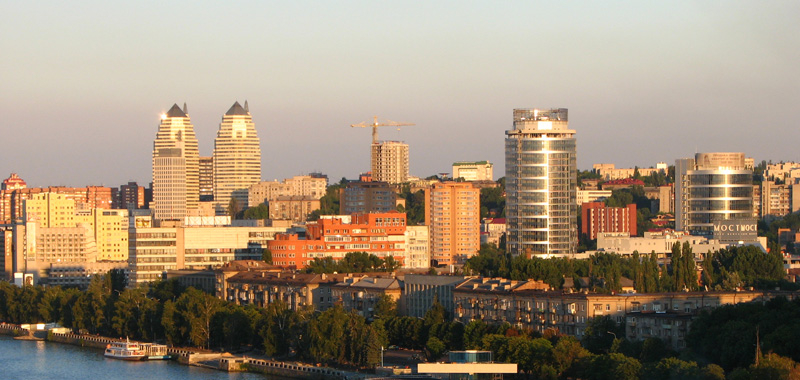
Dnyipro üzleti negyede

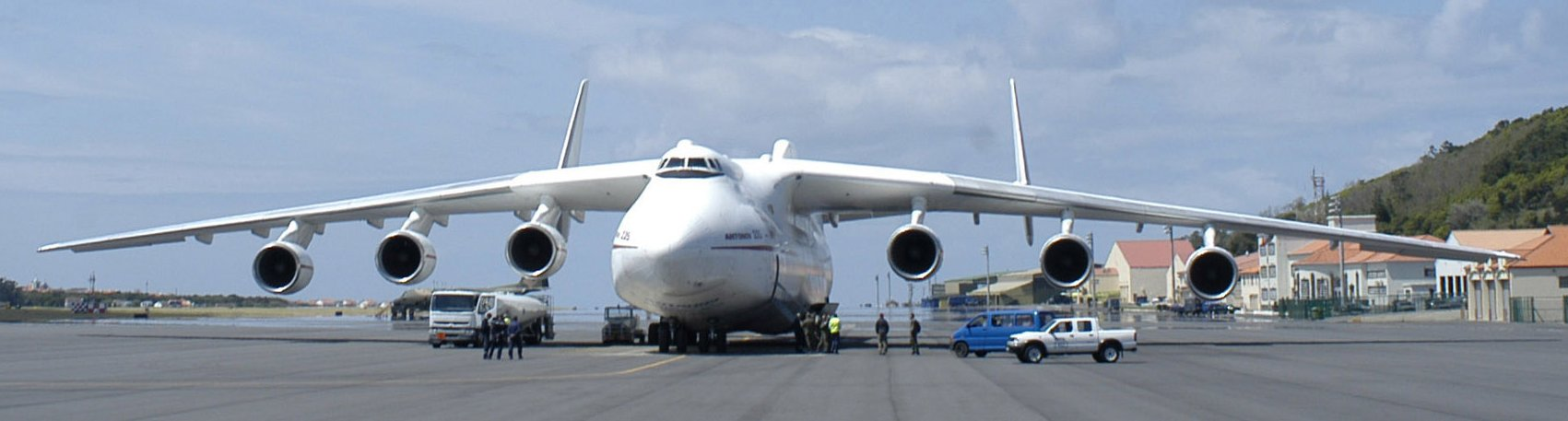
Az ukrán gyártmányú An–225 teherszállító repülőgép, a világ legnagyobb repülőgépe. A 2022-es háború során megsemmisült.

### Általános adatok
A Szovjetunió összeomlását követően a termelési érték több mint 60%-kal esett vissza. A nehézipar privatizációja és az ipari szerkezet átalakítása még csak napjainkban kezdődött el.
Ukrajna adta egykor a teljes szovjet mezőgazdasági termelés 1/4-ét, s a természeti adottságai révén jelenleg is Európa vezető élelmiszer-szállítója lehetne, de a magángazdaságok kialakítása még csak folyamatban van.
Bár földgázt és kőolajat termel ki és dolgoz fel, az ország energiakészletének nagy részét importálja; földgázellátásának 80%-a pedig főként Oroszországból származik.
Európa legnagyobb atomerőműve, a zaporizzsjai atomerőmű Ukrajnában található.

### Mezőgazdaság

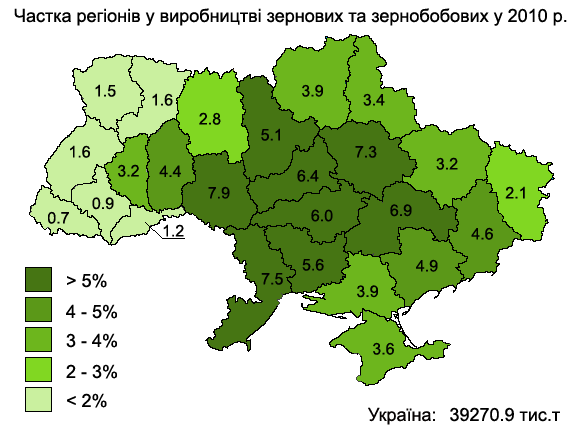
A régiók részaránya a gabonatermesztésben 2010-ben

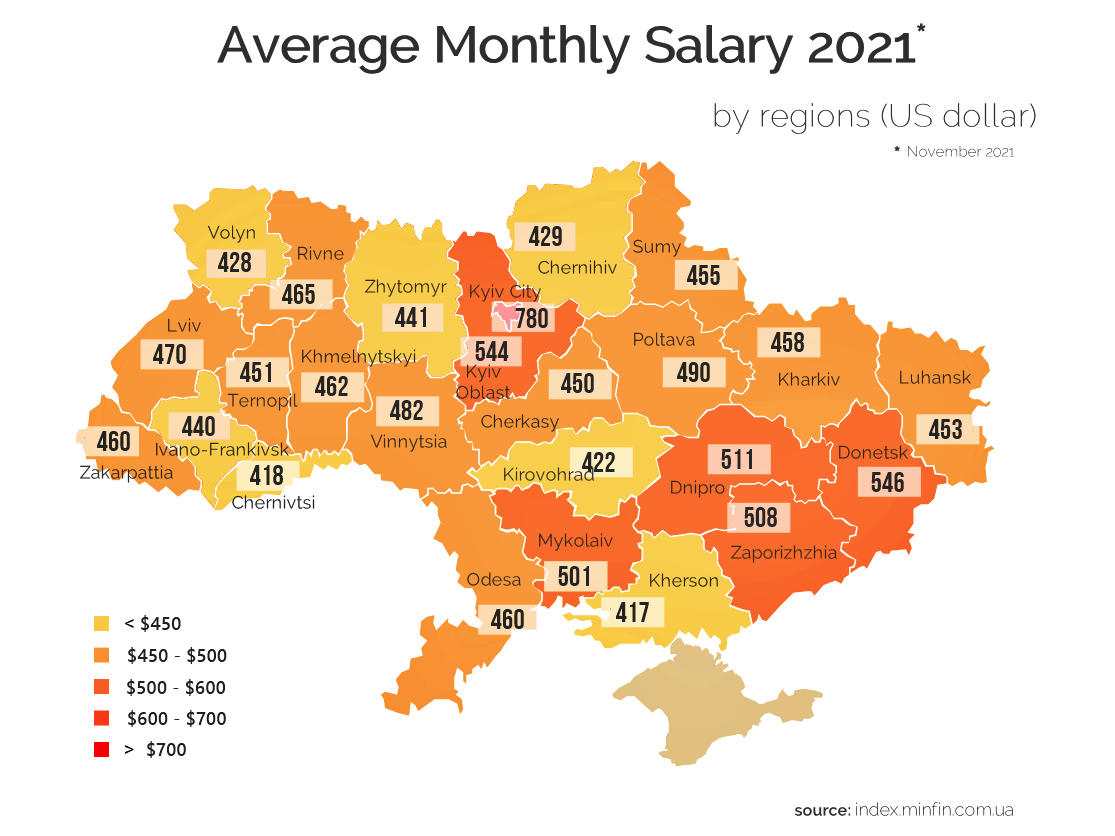
Átlagos havi fizetések 2021-ben, dollárra átszámolva

A mezőgazdaság az ukrán nemzetgazdaság egyik rendkívül fontos húzóágazata. Hatalmas termőterületei és csernozjomként ismert termékeny talajának köszönhetően korábban a világ egyik legfontosabb mezőgazdasági termesztőjeként és exportőreként tartotték számon. A 2022-ben kitört orosz-ukrán háború, illetve a klímaváltozás hatására gyakrabban előforduló aszályos időszakokig "Európa kenyeres kosaraként" volt ismert. Számos terménynövény, például a búza és a kukorica tekintetében a világ tíz legfontosabb termesztője közt van, és a világ legnagyobb napraforgóolaj-termelője.
2018-2019 táján:
- A világ legnagyobb napraforgóolajtermelője volt;
- A világ 5. legnagyobb kukoricatermesztője volt, az Egyesült Államok, Kína, Brazília és Argentína után;[88]
- A világ 8. legnagyobb búzatermesztője volt;
- A világ 3. legnagyobb burgonyatermesztője volt, Kína és India után;
- A világ 7. legnagyobb cukorrépatermesztője;
- A világ 7. legnagyobb árpatermesztője volt;
- A világ 3. legnagyobb hajdinatermesztője volt, Kína és Oroszország után;
- A világ 4. legnagyobb szárazborsótermelője volt, Kanada, Oroszország és Kína után;
- A világ 5. legnagyobb káposztatermesztője volt, Kína, India, Dél-Korea és Oroszország után;
- A világ 7. legnagyobb rozstermesztője volt.

### Ipar
Jelentősebb a gépipar, vasúti járműipar, és autóipar  repülőgép- és űripar, fegyvergyártás, élelmiszeripar, elektromos készülékek gyártása és kiterjedt hajógyári ipar.
A legnagyobb járműgyárak a KrAZ Kremencsukban, a LuAZ Luckban és a Zaporiszkij Avtomobilebudivnyij Zavod (ZAZ) Zaporizzsjában.
Ukrajna az ukrajnai orosz invázió kezdetéig (2022. febr.) a 13. helyen állt a világ legnagyobb acélgyártói között; az acél mintegy 80 százalékát exportálták. A mariupoli Azovsztal Vas- és Acélművek  a 2022. évi elpusztításáig Európa egyik legnagyobb kohászati és acélipari vállalata volt.

#### Bányászat
A Donyec-medencében jelentős a bányászat, de sok bánya szorul felújításra, amelyekben már súlyos balesetek is történtek.

### Információs technológia
2013 márciusában Ukrajna a világon a negyedik helyen állt az okleveles IT-szakemberek számában az Egyesült Államok, India és Oroszország után.
2019-ben az ukrán IT-iparban dolgozó informatikusok száma elérte a 172 ezer főt. Ekkor az IT-ipar részesedése Ukrajna GDP-jében 4%.
Az IT szektor 2019-es jelentése szerint Ukrajna Európa legnagyobb IT-szolgáltatás exportőre, és világszerte a szoftverfejlesztés szempontjából a legvonzóbb 25 ország közé tartozik.

### Külkereskedelem
Ukrajna 2023-ban a világ 64. legnagyobb exportőre, és 53. legnagyobb importőre volt. 2023-ban Ukrajna 40,3 milliárd $ értékben exportált és 63,2 milliárd $ értékben importált, 22,9 milliárd $ hiánnyal. Az ország külkereskedelme Európa központú.
Az ukrán exporttermékek legjelentősebb területei az élelmiszeripar, fémipar és az ásványi termékek. A legjelentősebb kiviteli termékek a kukorica, napraforgóolaj, valamint a búza. Ukrajna legjelentősebb exportországa Lengyelország és Románia, ahova a teljes exportállomány közel egynegyede (20,8%) érkezik. 2018 és 2023 között, az exporttermékek közül a kukorica és a napraforgóolaj kivitele nőtt a legnagyobb mértékben, míg a legnagyobb visszaesést a félkész vasak és a melegen hengerelt vasak szenvedték el. Az exportországok közül 2018 és 2023 között Románia és Lengyelország aránya nőtt a legnagyobbat, míg a legnagyobb visszaesést India és Egyiptom szenvedte el.
Az ukrán importtermékek legjelentősebb területei a gépipar, ásványi termékek és a közlekedésipar. A legjelentősebb behozatali termékek a finomított kőolaj, gépjárművek, valamint a földgáz. Ukrajna legjelentősebb importországa Kína és Lengyelország, ahonnan a teljes importállomány több mint egynegyede (29,4%) érkezik. 2018 és 2023 között, az importtermékek közül a finomított kőolaj és a gépjárművek behozatala nőtt a legnagyobb mértékben, míg a legnagyobb visszaesést a földgáz és a szén brikettek szenvedték el. Az importországok közül 2018 és 2023 között Lengyelország és Törökország aránya nőtt a legnagyobbat, míg a legnagyobb visszaesést Kazahsztán és Németország szenvedte el.

#### Termékek
Az ország tíz legnagyobb export- és importterméke a következő volt 2023-ban:
|     | Legnagyobb exporttermékek | Legnagyobb exporttermékek | Legnagyobb importtermékek | Legnagyobb importtermékek |
| --- | ------------------------- | ------------------------- | ------------------------- | ------------------------- |
|     | Termék                    | Arány                     | Termék                    | Arány                     |
| 1.  | Kukorica                  | 13,5%                     | Finomított kőolaj         | 12,4%                     |
| 2.  | Napraforgóolaj            | 13%                       | Gépjárművek               | 6,7%                      |
| 3.  | Búza                      | 9%                        | Földgáz                   | 3,5%                      |
| 4.  | Vasérc                    | 4,8%                      | Gyógyszerek               | 2,7%                      |
| 5.  | Szója                     | 3,5%                      | Lőszer                    | 2,2%                      |
| 6.  | Repce                     | 3%                        | Műsorszóró berendezések   | 2,1%                      |
| 7.  | Zöldségek                 | 2,5%                      | Traktorok                 | 1,3%                      |
| 8.  | Szigetelt vezetékek       | 2,2%                      | Teherautók                | 1,3%                      |
| 9.  | Baromfihús                | 2%                        | Műtrágya                  | 1,3%                      |
| 10. | Félkész vasak             | 1,7%                      | Elektromos generátorok    | 1,1%                      |

#### Országok
A fő országok, amelyekbe Ukrajna exportált és amelyekből importált termékeket 2023-ban:
|     | Legnagyobb exportországok | Legnagyobb exportországok                          | Legnagyobb exportországok | Legnagyobb importországok | Legnagyobb importországok                                       | Legnagyobb importországok |
| --- | ------------------------- | -------------------------------------------------- | ------------------------- | ------------------------- | --------------------------------------------------------------- | ------------------------- |
|     | Ország                    | Termék                                             | Arány                     | Ország                    | Termék                                                          | Arány                     |
| 1.  | Lengyelország             | Napraforgóolaj, vasérc, hengerelt vasak...stb.     | 12%                       | Kína                      | Műsorszóró berendezések, számítógépek, gépjárművek...stb.       | 15,9%                     |
| 2.  | Románia                   | Napraforgóolaj, kukorica, búza...stb.              | 8,8%                      | Lengyelország             | Lőszerek, finomított kőolaj, gépjárművek...stb.                 | 13,5%                     |
| 3.  | Törökország               | Napraforgóolaj, búza, szója...stb.                 | 7,2%                      | Németország               | Gépjárművek, gyógyszerek, finomított kőolaj...stb.              | 8,4%                      |
| 4.  | Kína                      | Kukorica, napraforgóolaj, zöldségek...stb.         | 6,2%                      | Törökország               | Finomított kőolaj, légi járművek, elektromos generátorok...stb. | 6,4%                      |
| 5.  | Spanyolország             | Búza, kukorica, napraforgóolaj...stb.              | 6,1%                      | Egyesült Államok          | Gépjárművek, finomított kőolaj, földgáz...stb.                  | 4,1%                      |
| 6.  | Németország               | Repce, szigetelt vezetékek, kukorica...stb.        | 5,5%                      | Szlovákia                 | Légi járművek, finomított kőolaj, gépjárművek...stb.            | 3,7%                      |
| 7.  | Olaszország               | Kukorica, napraforgóolaj, búza...stb.              | 4,5%                      | Olaszország               | Dohány, gyógyszerek, finomított kőolaj...stb.                   | 3,4%                      |
| 8.  | Hollandia                 | Kukorica, napraforgóolaj, baromfihús...stb.        | 3,7%                      | India                     | Finomított kőolaj, gyógyszerek, műsorszóró berendezések...stb.  | 2,8%                      |
| 9.  | Magyarország              | Elektromos fűtőtestek, kukorica, szójaliszt...stb. | 3,1%                      | Magyarország              | Gépjárművek, finomított kőolaj, szigetelt vezetékek...stb.      | 2,6%                      |
| 10. | Egyiptom                  | Kukorica, szója, búza...stb.                       | 2,9%                      | Románia                   | Finomított kőolaj, földgáz, gépjárművek...stb.                  | 2,5%                      |

## Közlekedés

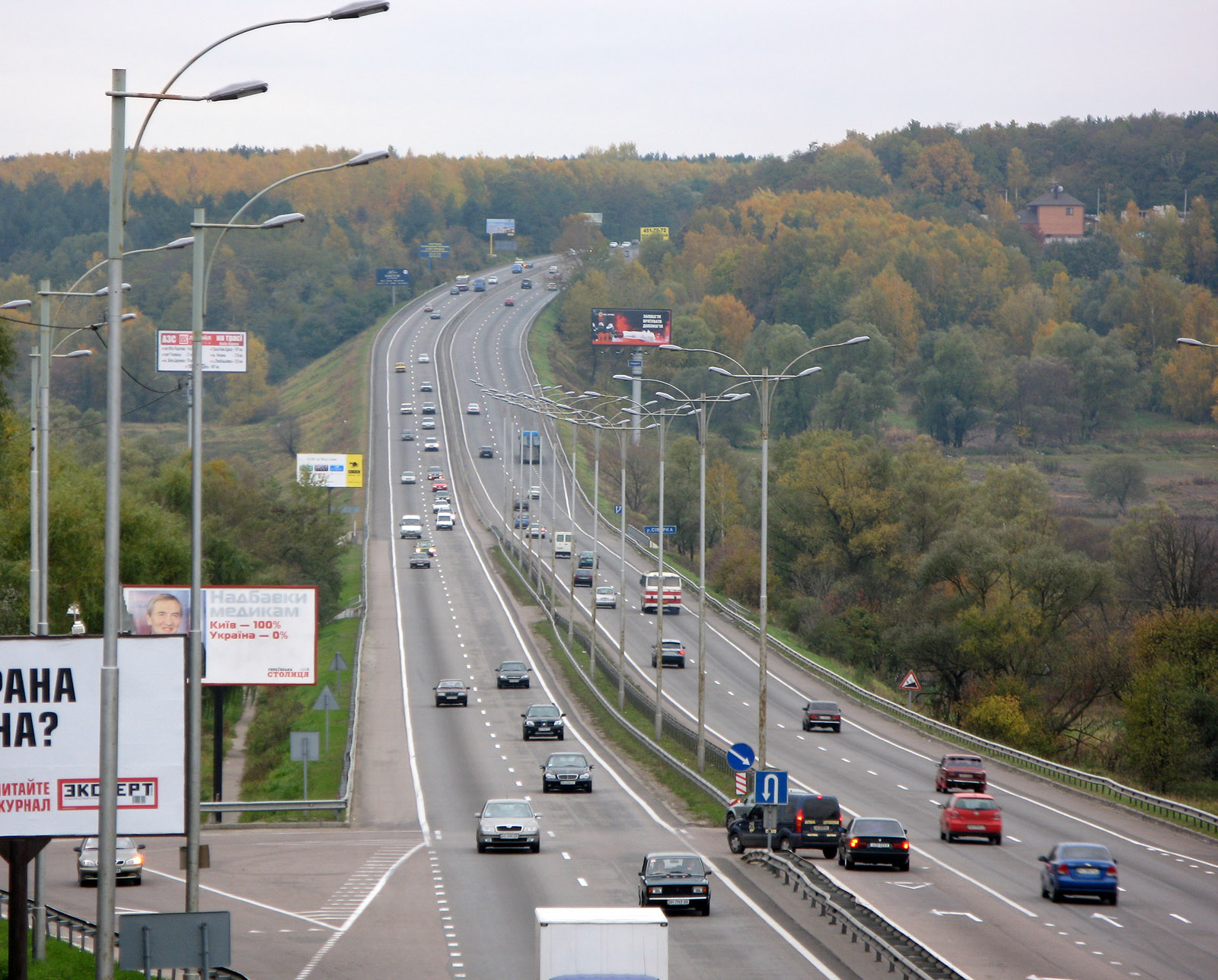
A Kijev és Odessza közötti autóút

### Közúti közlekedés
Az állami utak fejlesztése Ukrajnában a 2010-es években elmarad az ország motorizációjának ütemétől. 1990 és 2010 között az autóúthálózat hossza egyáltalán nem növekedett.
Ukrajnában is elterjedtek a kis iránybuszok a marsrutkák (ukránul: маршрутка).

### Vízi közlekedés
Jelentősebb hajózható folyók a Dnyeper, a Pripjaty, továbbá a román határon a Duna.
2013 júliusában Ukrajnának (a Krím félszigetet is beleértve) 18 „tengeri kereskedelmi kikötője” volt a külföldi hajók számára.

### Légi közlekedés
Az ukrán légiközlekedés gyorsan fejlődik. A 2010-es években három új nagy repülőtér-terminál áll építés alatt Donyeckben, Lvivben és Kijevben.

## Telekommunikáció
| Hívójel prefix | UR-UZ, EM-EO |
| ITU zóna       | 29           |
| CQ zóna        | 16           |

## Kultúra
Az ukrán szokásokat erősen befolyásolta a keleti ortodox kereszténység és a szláv mitológia hagyományai. Az ország fekvésének köszönhetően kultúrájára Európa és Ázsia egyaránt hatással volt. Miközben Ukrajna a modernitás felé halad, továbbra is erősen tradicionális ország marad, ahol bizonyos szokások és gyakorlatok betartása központi szerepet játszik a kultúrájában. Számos jelentős ukrán ünnep és esemény a régi Julián naptáron alapul, és így különbözik a nyugati megfelelőitől. Ezek közé tartozik a karácsony és a szilveszter, amelyek nagyon fontosak az ukrán kultúrában.
A sok nemzetiség és külföldi hatás miatt a kulturális sokszínűség jellemző.
Az ország fő kulturális körzetei:
- Donyec-medence
- Galícia (Lviv központtal)
- Poliszja (Nyugat-Ukrajna)

További kisebb körzetek
- Bukovina
- Kárpátalja
- Krím félsziget
- Tengermellék (Odessza környéke)

### Kulturális intézmények
Könyvtárak, múzeumok, színházak, zene és tánc intézményei

#### Kulturális világörökség

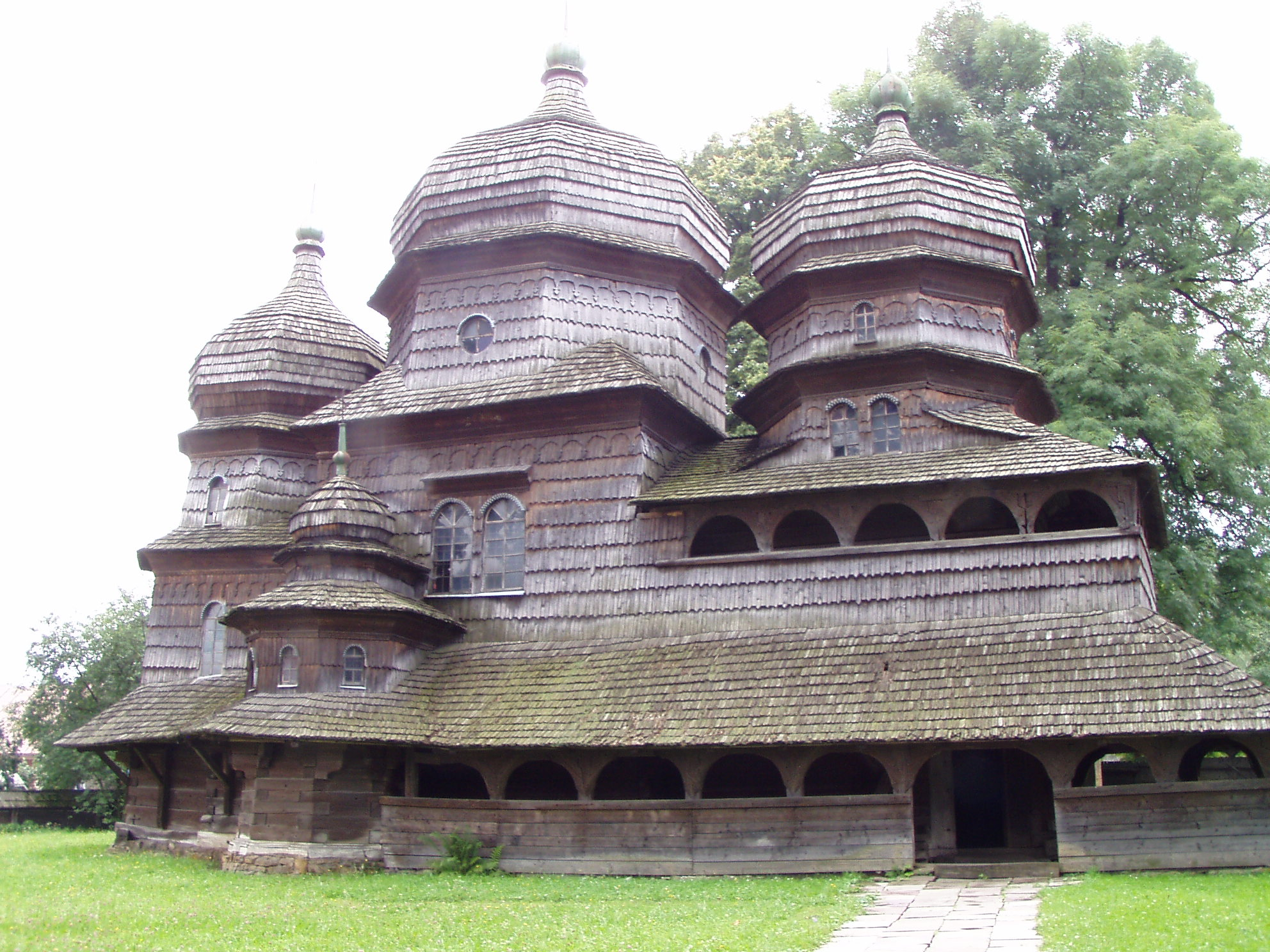
Drohobics fatemploma

Az UNESCO által elismerten a világ kulturális örökségének része:
- Kijev: Szent Szófia-székesegyház és a kapcsolódó kolostorépületek, a Pecserszka Lavra (barlangkolostor)
- Lviv – a történelmi városközpont műemlékegyüttese;
- Struve földmérő vonal ukrajnai emlékei,
- Bukovina és Dalmácia ortodox metropolitáinak székhelye,
- A fatemplomok.

### Művészetek

#### Kárpátalja
A kárpátaljai magyarok művészeti életéhez lásd a Kárpátalja szócikket.

#### Építészet
Az ukrán építészet kezdeti gyökerei a középkori Kijevi Rusz államban vannak. A nagy templomépítészet, amely a kereszténység 988-as felvétele után vált jellemzővé, a monumentális építészet első példáit adták. A gyorsan kialakuló kijevi állam építészeti stílusát erősen befolyásolta a bizánci művészet. A korai keleti ortodox templomok főként fából készültek; a nagyobb katedrálisokon pedig gyakran a sok kupola vált jellemzővé.
A 12. század után Galícia-Volhínia fejedelemségeiben, majd a Litván Nagyfejedelemségben, Ruszinban és Szamogitiában folytatódott a jellegzetes építészet. A zaporizzsjai kozákok korszakában a Lengyel–Litván Unió hatása alatt egy Ukrajnára jellemző stílus alakult ki.
Az orosz cársággal való egyesülés után az ukrajnai építészet különböző irányokba kezdett fejlődni, a nagyobb keleti, orosz fennhatóság alatt álló területen számos építmény az akkori bizánci-orosz építészet stílusában épült, míg Nyugat-Galícia Ausztria hatása alatt fejlődött.
A 16–18. század folyamán számos épületet külsőleg átépítettek ukrán barokk stílusban; példaként említhető a kijevi Szent Szófia-székesegyház.
A szovjet-Ukrajna első tizenöt évében a főváros a keleten fekvő Harkiv volt. Az itteni, 1925–1953 között épült hatalmas Szabadság tér a korai konstruktivista  és a későbbi sztálinista vonásokat ötvözi. Ez volt a szovjet Ukrajna első jelentős építészeti projektje. Az épületek közül a leghíresebb a 13 emeletes Derzsprom (oroszul: Goszprom) (1925–1928), amely nemcsak Harkov, hanem általában a konstruktivizmus szimbólumává is vált. Ez volt az első szovjet felhőkarcoló.  A háború során azonban súlyosan megsérült, és fél-sztálinista stílusban újjáépítették.
1934-ben a szovjet-Ukrajna fővárosa Kijevbe költözött. A korábbi években ezt a várost csak regionális központnak tekintették, ezért kevés figyelmet kapott. Mindez most megváltozott és megjelentek a sztálinista építészet első példái, mert a hivatalos politika fényében új várost kellett építeni a régi helyébe. Ez egyben azt jelentette, hogy az olyan felbecsülhetetlen értékű egyházi építményeket, mint a Szent Mihály aranykupolás templomát elpusztították. Még a Szent Szófia-székesegyház is veszélyben volt. A második világháború súlyos pusztításait követően a Hrescsatik sugárút  a sztálinista építészet egyik legszebb példája lett.
2007 nyarán hirdették ki Ukrajna hét csodáját. A projekt célja hogy az ország legnépszerűbb történelmi és kulturális emlékhelyeire irányítsa az emberek figyelmét.

#### Zene

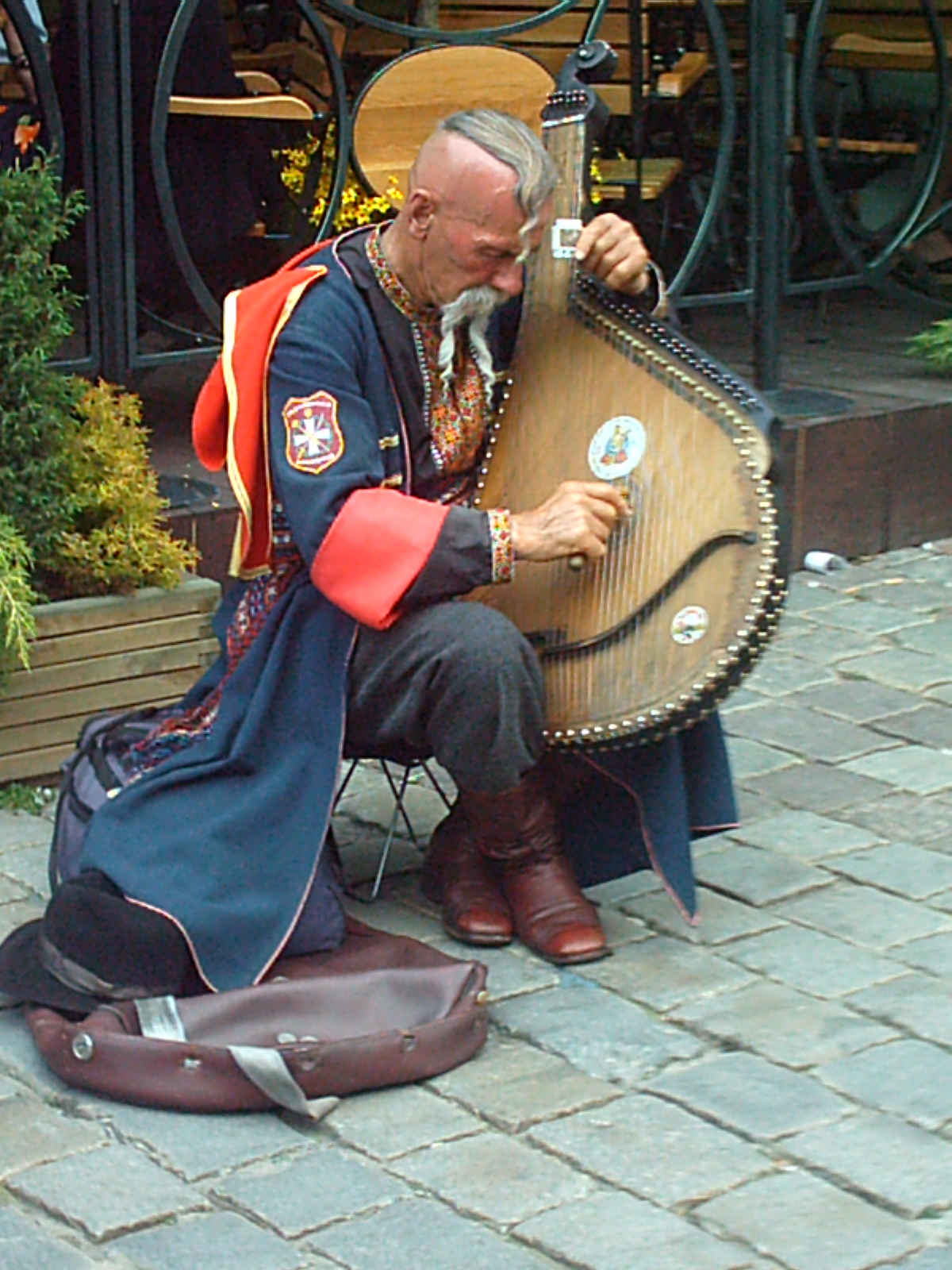
Utcai zenész a bandurával

Akárcsak az építészeté az ország zenéjének a története is a Kijevi Rusz államáig visszavezethető. A 11. századi kijevi Szt. Szófia-székesegyház freskói különféle fúvós, ütős és vonós (hárfa és lant) hangszereken játszó zenészeket, valamint táncoló személyeket ábrázolnak. Ezek a freskók a Kijevi Rusz zenei kultúrájának műfaji sokszínűségéről tanúskodnak.
A hagyományos ukrán zenében erős keresztény hatás figyelhető meg és a középkori Ukrajna több mint négy évszázadon át a keleti szlávok keresztény központja volt.
Az ukrán hatás a klasszikus orosz zenében is észrevehető, különösen, ha olyan ukrán származású zenészekről van szó, mint Csajkovszkij, vagy Stravinsky és mások.
A bandúra  (банду́ра) egy nemzeti pengetős hangszer, amelynek elődjei a Kijevi Rusz középkori állama óta megvoltak olyan hangszerek révén, mint a lant és a kobza. Mai formája a 19. század végén alakult ki, az ukrán kozákok által gyakran használt kobza (koboz) hangszerből.
Lásd még:
- Mikola Dmitrovics Leontovics
- Pikkargyijszka Tercija énekegyüttes
- Ukrajna az Eurovíziós Dalfesztiválokon

### Hagyományok

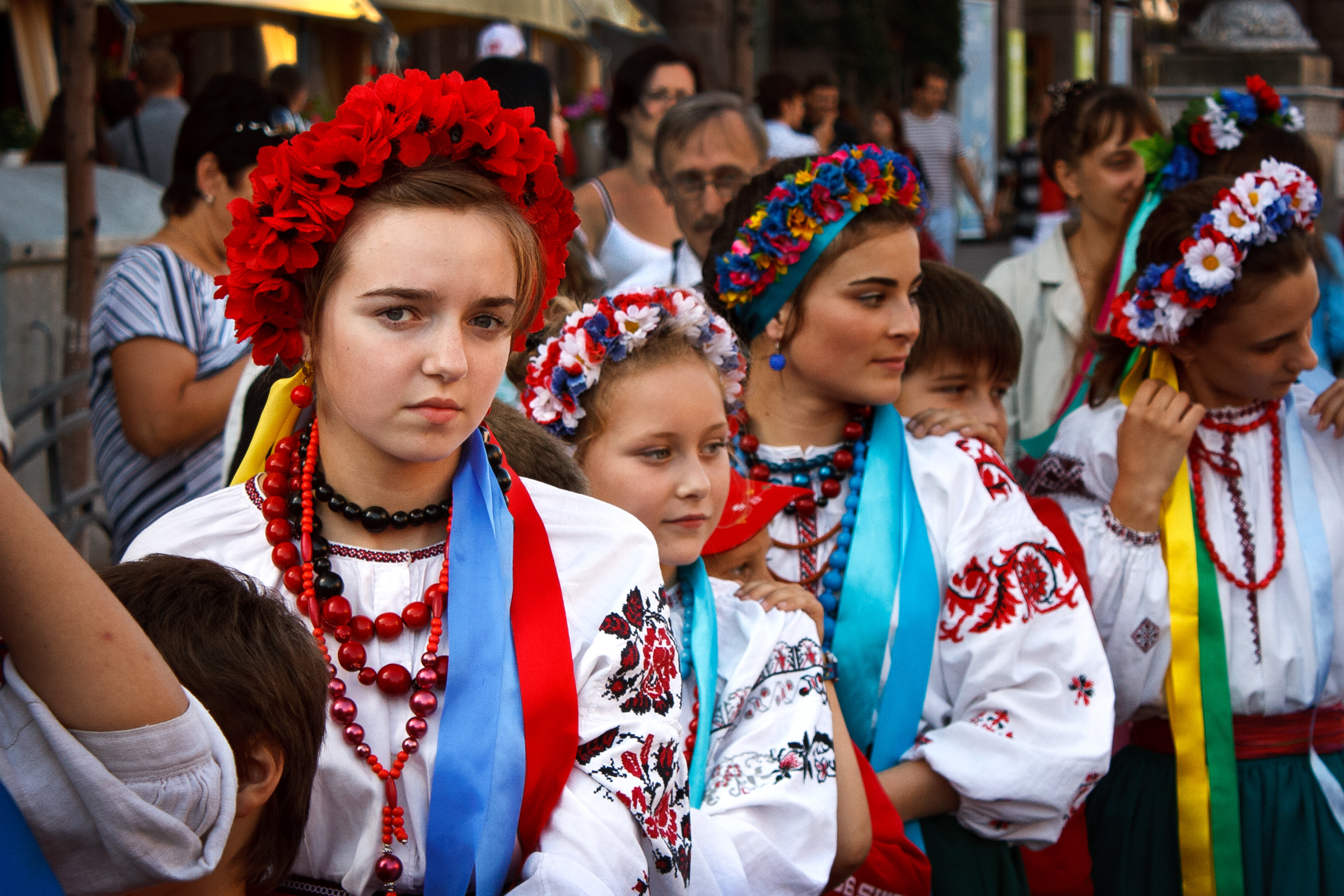
Ukrán lányok hímzett ingben, az ún. visivánkában

### Szokások, illemtan
- Az ukránok igen közel állnak a beszélgetőpartnerükhöz.
- Tiszteletlenség egy magasabb rendű személlyel zsebre dugott kézzel beszélgetni.
- Az ukránok gyakorta bírálják az országukat és magukat, de azt nem tűrik, ha egy nem-ukrán teszi ugyanezt.
- Ha ukránul szólnak hozzánk, lehetőleg ne oroszul válaszoljunk vagy előre kérjünk elnézést.
- Ha belépünk egy lakásba, elvárják, hogy az előtérben levegyük a cipőnket.
- A férfiaktól a nők elvárják, hogy kinyissák előttük az ajtót, hogy segítsenek a nehéz csomagok cipelésében, vagy a tömegközlekedési eszközön átadják a helyüket.
- Az ukránok számára a munkánál és a karriernél sokkal fontosabb a család és a barátság.
- Üzleti tárgyalásban a kérdésre gyakran kérdéssel válaszolnak inkább, minthogy egyenes választ adjanak.
- Az italozás és a társas összejövetelek az üzleti szokások közé is tartoznak.

(Forrás: Az üzleti kultúra enciklopédiája, Gemini, 1998)

### Gasztronómia
Az ukrán konyha ételei méltán érdemelték ki hírnevüket mind az oroszok körében, mind más országokban. A különféle péksütemények és tészták, a húsételek, a növényi és tejtermékek, az összes gyümölcsös és mézes ital igen nagy népszerűségnek örvend.
Népszerű ételek a szalonna, a borscs, a  kijevi csirke  (котлета по-київськиa), a barátfüle és a plov.
Karácsonykor, szenteste jellemző a tizenkét fogásos vacsora  (Двана́дцять страв), köztük a kutia.

## Turizmus, látnivalók
Lásd még: Ukrajna magyar emlékei, látnivalói, Pripjaty, Csernobil, Ukrajna hét csodája

## Sport
A legnépszerűbb sport a labdarúgás. A legmagasabb szintű bajnokság a Premier liga.
Az ukrán bokszolók a világ legjobbjai közé tartoznak. Vitalij Klicsko és öccse, Volodimir Klicsko korábbi nehézsúlyú világbajnokok, akik pályafutásuk során többszörös világbajnoki címet szereztek. A szintén ukrajnai származású Vaszil Lomacsenko 2008-ban és 2012-ben olimpiai aranyérmes volt. Illetve ökölvívásban kiemelkedő még Oleksandr Usyk aki amatőrként világ, olimpiai és európabajnok, profiként pedig cirkálósúlyban lett vitathatatlan bajnok, és nehézsúlyban is világbajnok lett.
A sakk népszerű sport Ukrajnában. Ruszlan Olehovics Ponomarjov egy korábbi világbajnok.

### Labdarúgás
Ukrajna több városa Lengyelországgal közösen, házigazdája volt a 2012-es labdarúgó Európa-bajnokságnak.

### Olimpia
- Ukrajna az olimpiai játékokon

## Ünnepek
| Dátum         | Név                    | Ukrán név                                          | Megjegyzés                                                                           |
| ------------- | ---------------------- | -------------------------------------------------- | ------------------------------------------------------------------------------------ |
| Január 1.     | Újév                   | Новий Рік                                          |                                                                                      |
| Január 7.     | Ortodox karácsony      | Різдво Христове                                    |                                                                                      |
| Március 8.    | Nemzetközi nőnap       | Міжнародний жіночий день                           |                                                                                      |
| változó       | Ortodox Húsvéthétfő    | Великдень                                          |                                                                                      |
| változó       | Ortodox Pünkösd        | Трійця                                             | húsvét + 49 nap                                                                      |
| Május 1.      | A munka ünnepe         | День праці                                         | 2018-ig május 2-a munkaszüneti nap is volt                                           |
| Május 8., 9.  | Győzelem napja         | День перемоги над нацизмом у Другій світовій війні | A második világháború végének és a náci Németország felett aratott győzelem emlékére |
| Június 28.    | Az alkotmány napja     | День Конституції України                           | Ukrajna 1996-os alkotmányának emlékére                                               |
| Augusztus 24. | Függetlenség napja     | День Незалежности України                          | A SZU-tól, 1991-ben                                                                  |
| Október 14.   | Ukrajna védőinek napja | День захисників і захисниць України                | 2015 óta ünnep                                                                       |
| December 25.  | Karácsony              | Різдво Христове                                    | Vallási ünnep 2017 óta                                                               |

A vallási ünnepeket a Julián naptár szerint tartják meg.
Ha egy munkaszüneti nap hétvégére esik (pl. szombat vagy vasárnap), akkor a következő munkanap (pl. hétfő) is hivatalos szabadnappá válik.